# Heiligenbrunn
Heiligenbrunn (ungarisch Szentkút, kroatisch Šenkut) ist eine Gemeinde mit 735 Einwohnern (Stand 1. Jänner 2024) im Bezirk Güssing im Burgenland in Österreich. Bekannt ist sie vor allem als eines der Zentren des Uhudler-Weinbaus und für ihr historisches Kellerviertel. Mehrere Jahrhunderte lang war Heiligenbrunn aufgrund seiner Ulrichsquelle auch religiöses Zentrum für die Umgebung und ein wichtiger Pilgerort der Region. Die Gemeinde ist Teil des Naturparks in der Weinidylle.

## Etymologie
Der Name Heiligenbrunn leitet sich von der Ulrichsquelle im Ortsteil Heiligenbrunn ab, einem 1198 erstmals urkundlich genannten Quellheiligtum mit Kapelle, das im Mittelalter als Heiliger Brunnen (Erwähnung lateinisch ad Sacrum fontem) bekannt war. Der ungarische Name Szentkút stellt, wie im Deutschen, eine wortwörtliche Übersetzung dieser lateinischen Bezeichnung dar. Bei der kroatischen Ortsbezeichnung Šenkut hingegen handelt es sich lediglich um eine phonetische Abwandlung des ungarischen Szentkút, die im Burgenlandkroatischen keine eigene Bedeutung hat.
Für die späteren urkundlichen Nennungen zwischen dem 14. und dem 18. Jahrhundert wurden meist Variationen der deutschen und ungarischen Bezeichnungen verwendet: Szent Kut (1339), Scenthkut (1342), Zenthkwth (1482, 1494, 1496), Sacra Fons (1618), Sz. Kut seu Heiligiprun (1698), Heylebrunn (1744), Szent Kutta und Heilig Brunn (1733).

## Geografie

### Geografische Lage
Die Gemeinde liegt im südöstlichsten Winkel Österreichs im Südburgenländischen Hügel- und Terrassenland. Sie grenzt im Osten und Süden direkt an Ungarn, mit dem sich die Gemeinde auch etwa 25 km Grenzverlauf teilt. Ungefähr 10 km nordwestlich liegt der Bezirksvorort Güssing, ca. 15 km östlich die ungarische Kreisstadt Körmend (deutsch Kirmend). Die nächste größere Stadt ist die etwa 34 km nordöstlich gelegene Komitatsstadt Szombathely (deutsch Steinamanger) mit knapp 80.000 Einwohnern.

### Landschaft
Mit den steil abfallenden Hängen des Güssinger Hügellandes am Westrand der Orte Heiligenbrunn und Deutsch Bieling endet das Oststeirische Hügelland und geht in die Kleine ungarische Tiefebene über. Die weiter östlich gelegenen Orte Hagensdorf und Luising liegen bereits in den Talsohlen der beiden ineinander fließenden Flüsse Pinka und Strem. In deren teilweise noch erhaltenen Feuchtwiesen und Auen liegen die Schachblumenwiesen Hagensdorf-Luising. Reinersdorf im Westen der Gemeinde ist bereits hügelig geprägt und ist auf drei versprengt gelegene Siedlungsgebiete verteilt.

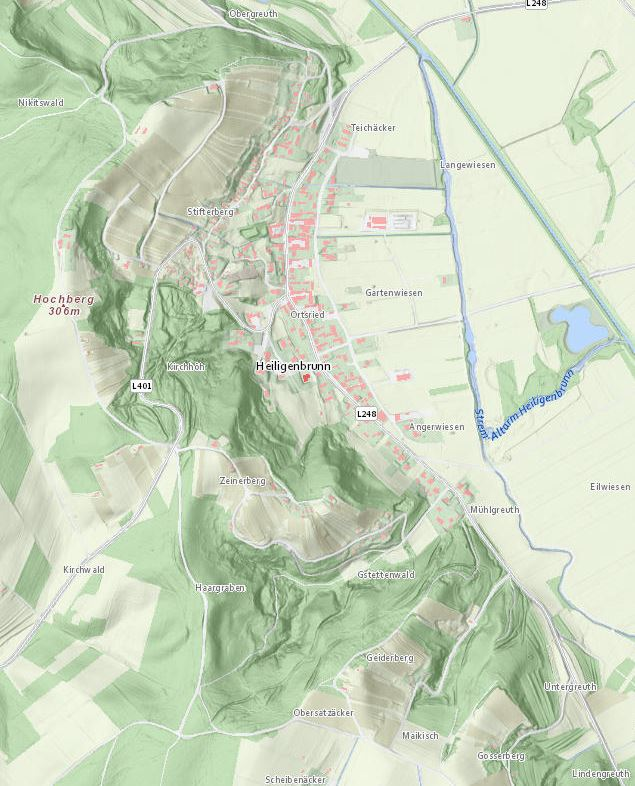
Topografische Karte des Ortsteils Heiligenbrunn

Die höchsten Erhebungen der Gemeinde sind der Hochberg (306 m) und der Zeinerberg (291 m) in Heiligenbrunn, sowie der Jakab hegy (deutsch Jakobsberg) mit 295 m an der Grenze zwischen Reinersdorf und der ungarischen Gemeinde Nemesmedves (deutsch Ginisdorf). Pinka und Strem sind die größten Fließgewässer der Gemeinde, das ca. 1 ha große Feuchtbiotop Heiligenbrunn das größte stehende Gewässer.

### Flächennutzung
Die Gemeinde verfügt über eine Fläche von 3.351,33 ha, wovon 1.976 ha oder 59 % als Dauersiedlungsraum genutzt werden.
Gesamtflächenverteilung nach Nutzungsart (Stand 1. Jän. 2020):

### Gemeindegliederung
Orte (und Katastralgemeinden) der Gemeinde Heiligenbrunn sind (in Klammern Einwohnerzahl Stand 1. Jänner 2024):
- Deutsch Bieling (ungarisch Németbükkös) (74, Fläche 546 ha),
- Hagensdorf im Burgenland (ungarisch Karácsfa) (196, Fläche 987 ha),
- Heiligenbrunn (ungarisch Szentkút, kroatisch Šenkut) (240, Fläche 804 ha),
- Luising (ungarisch Lovászad) (63, Fläche 270 ha) und
- Reinersdorf (kroatisch Žamar, ungarisch Zsámánd) (162, Fläche 741 ha).

Der Ort zählt zum Siedlungsgebiet der Burgenlandkroaten

### Nachbargemeinden
Heiligenbrunn grenzt insgesamt an zehn Nachbargemeinden, von denen vier in Österreich und sechs in Ungarn liegen. Die österreichischen Gemeinden befinden sich alle im Bezirk Güssing, von den ungarischen liegen zwei im Kreis Szentgotthárd und vier im Kreis Körmend (beide Komitat Vas).
| Güssing      | Strem                                       | Moschendorf                   |
| Großmürbisch | Kompassrose, die auf Nachbargemeinden zeigt | Pinkamindszent, Vasalja       |
|              | Gasztony, Nemesmedves                       | Csákánydoroszló, Kemestaródfa |

### Geologie
Die Gemeinde liegt am Ostrand der Südburgenländischen Schwelle, einem Teilbereich des Steirischen Beckens, mit dem dieses in das Pannonische Becken übergeht. Im Süden schließt der Raabgraben an, im Norden die Ehrensdorfer Platte. Das Becken ist mit Schwemmmaterial und mit pannonen und marinen Sedimenten des Tertiär und Quartär gefüllt und wurde landschaftlich am stärksten während des Quartär geformt. Durch Erosion und Tieferlegung der Flüsse Pinka und Strem entstanden breite Sohletäler, die teils in Terrassen abgestuft sind.
Der Großteil der Gemeinde ist, wie der Rest der Güssinger Landschaft, hauptsächlich von podsoliger Bleicherde bedeckt. In den Flusstälern von Pinka und Strem finden sich stark saure Schwemmböden, entlang des Reinersdorfer Baches und zwischen Hagensdorf und Luising auch lehmiger Quarzschotter.

### Klima
Klimatisch stellt das Gebiet eine Übergangszone vom alpinen Klima im Westen zum pannonisch-kontinentalen Klimabereich im Osten dar. Der Klimazonenwechsel ist sowohl im jährlichen Klimaverlauf, als auch im Kleinklima der Monate und Tage spürbar.
Die Gemeinde wird durch die in die Raab fließenden Flüsse Strem und Pinka entwässert und gehört somit zum Flussgebiet der Raab.
Die nächste Wetterstation der Zentralanstalt für Meteorologie befindet sich im ca. 20 km weiter nördlich gelegenen Kleinzicken. Das nachstehende Klimadiagramm weist daher die Daten dieser Station aus.
|                        | Jan  | Feb  | Mär  | Apr  | Mai  | Jun   | Jul   | Aug  | Sep  | Okt  | Nov  | Dez  |   |        |
| Mittl. Temperatur (°C) | −1,6 | 0,5  | 5,2  | 9,4  | 14,1 | 17,4  | 19,2  | 19,2 | 15,3 | 10,1 | 3,8  | −0,2 | ⌀ | 9,4    |
| Mittl. Tagesmax. (°C)  | 2,3  | 5,4  | 10,6 | 15,6 | 20,5 | 23,6  | 25,7  | 25,8 | 21,3 | 15,4 | 7,5  | 3,2  | ⌀ | 14,8   |
| Mittl. Tagesmin. (°C)  | −5,4 | −4,4 | 0,3  | 3,2  | 7,7  | 11,1  | 12,7  | 12,5 | 9,3  | 4,7  | 0,0  | −3,5 | ⌀ | 4,1    |
|                        |      |      |      |      |      |       |       |      |      |      |      |      |   |        |
| Niederschlag (mm)      | 23,8 | 26,2 | 38,4 | 45,0 | 80,8 | 109,7 | 100,6 | 96,5 | 69,4 | 57,5 | 51,5 | 38,7 | Σ | 738,1  |
|                        |      |      |      |      |      |       |       |      |      |      |      |      |   |        |
| Sonnenstunden (h/d)    | 2,5  | 4,1  | 4,4  | 5,8  | 7,2  | 7,3   | 7,7   | 7,6  | 5,9  | 4,3  | 2,6  | 1,8  | ⌀ | 5,1    |
|                        |      |      |      |      |      |       |       |      |      |      |      |      |   |        |
| Regentage (d)          | 5,1  | 5,4  | 8,2  | 9,0  | 12,7 | 15,3  | 14,2  | 12,2 | 9,8  | 8,05 | 8,8  | 8,2  | Σ | 116,95 |

| −5,4 |

| −4,4 |

| 0,3 |

| 3,2 |

| 7,7 |

| 11,1 |

| 12,7 |

| 12,5 |

| 9,3 |

| 4,7 |

| 0,0 |

| −3,5 |

| −5,4 |

| −4,4 |

| 0,3 |

| 3,2 |

| 7,7 |

| 11,1 |

| 12,7 |

| 12,5 |

| 9,3 |

| 4,7 |

| 0,0 |

| −3,5 |

| N i e d e r s c h l a g | 23,8 | 26,2 | 38,4 | 45,0 | 80,8 | 109,7 | 100,6 | 96,5 | 69,4 | 57,5 | 51,5 | 38,7 |
|                         | Jan  | Feb  | Mär  | Apr  | Mai  | Jun   | Jul   | Aug  | Sep  | Okt  | Nov  | Dez  |

## Geschichte

### Frühgeschichte bis Frühmittelalter
Ungefähr 5500 v. Chr. erfolgte die erste durch archäologische Funde belegte menschliche Bau- und Siedlungstätigkeit im unteren Pinkatal. Später kam die Gegend als Teil der Provinz Pannonia superior unter römische Herrschaft. Aus einer dieser beiden Epochen stammt vermutlich der Friedhofshügel Hagensdorf-Luising, ein künstlich aufgeschütteter Grabhügel aus römischer oder vorrömischer Zeit, der heute den Friedhof der beiden Orte beherbergt.

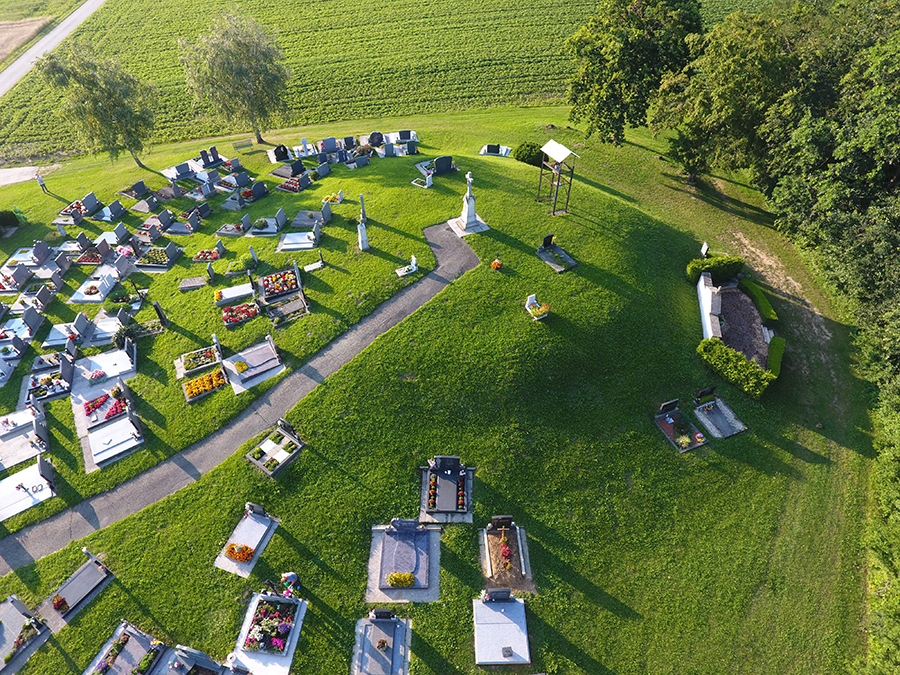
Der Friedhofshügel Hagensdorf-Luising ist ein künstlich aufgeschütteter Grabhügel aus römischer oder vorrömischer Zeit

Nach dem Fall des Römischen Reiches kam es durch Völkerwanderung und Kriegswirren zu einem regelmäßigen Herrschaftswechsel in der Region (siehe Geschichte des Burgenlandes), der bis heute durch Orts- und Flurnamen mit baierischem oder awarisch-slawischem Ursprung erkennbar ist. Um 900 wurde das Gebiet schließlich Teil des Großfürstentums und späteren Königreichs Ungarn.

### Hoch- und Spätmittelalter
Die erste urkundliche Erwähnung einer Ortschaft am Heiligen Brunnen erfolgte 1198. In dieser Urkunde bestätigte König Emmerich mehrere Schenkungen, die während der Regentschaft seines Vaters und Vorgängers Bela III. an das von ihm gegründete Zisterzienserkloster Szentgotthárd getätigt wurden. Teil dieser Schenkungen waren eine Heilige Quelle (lateinisch ... ad Sacrum fontem) mit dazugehöriger Kapelle und ein Weingarten, die der damalige Bischof von Raab, Ugrinus, dem ca. 13 km südwestlich von Heiligenbrunn gelegenen Kloster überließ. Ebenfalls bestätigt wurde die Schenkung von Weingärten durch Bela III. selbst, getätigt vermutlich kurz nach der Gründung des Klosters im Jahr 1185.

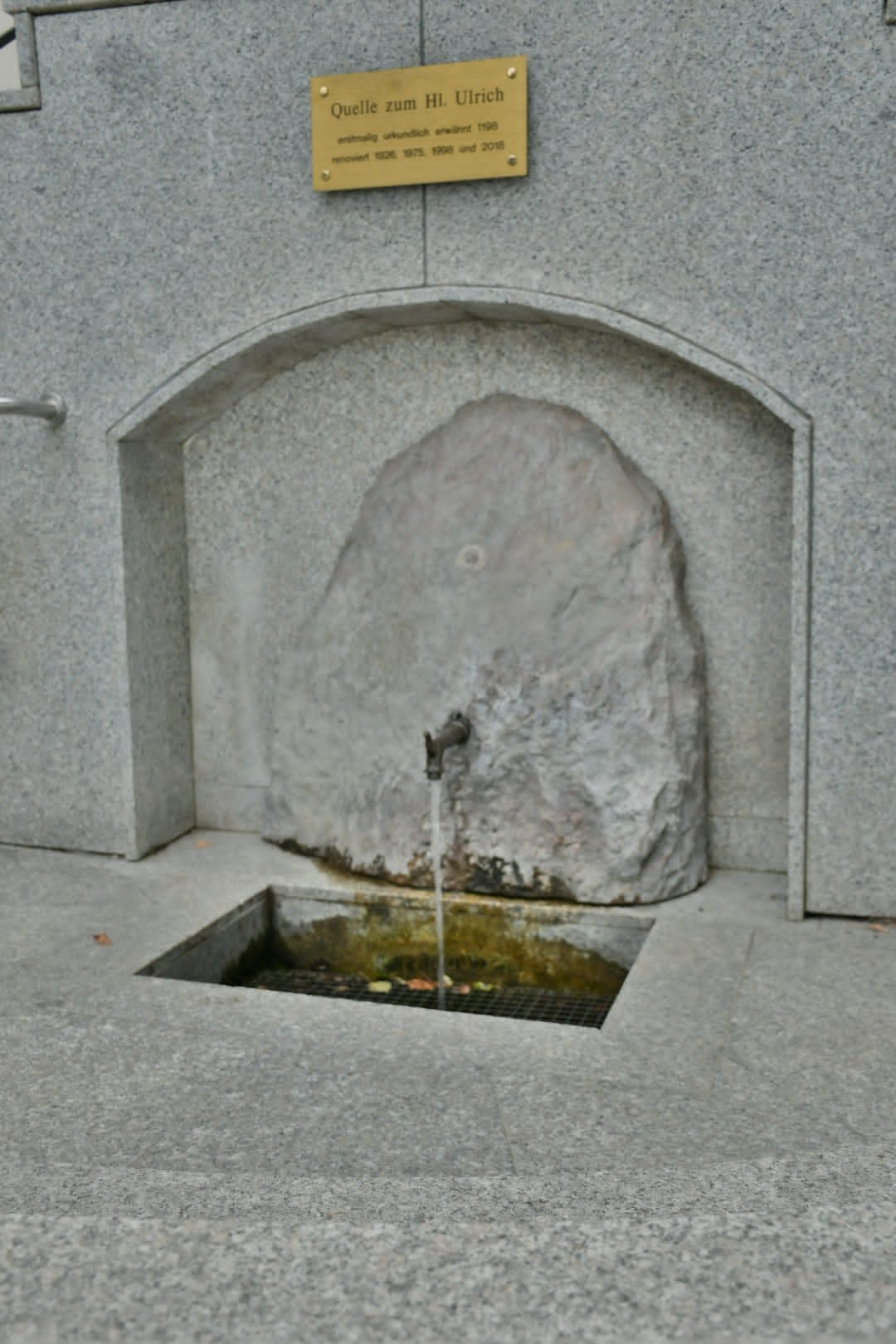
Die 1198 erstmals urkundlich genannte Ulrichsquelle heute.

Im Jahr 1255 vergab König Béla IV. den zuvor vom Raaber Domherren Werenhart erhaltenen Besitz (lateinisch Possessio) Heiligenbrunn mit den Orten Heiligenbrunn, Sumetendorf, Merhart, Ujfalu und Pinka an Herrand aus dem Geschlecht der Héderváry. Die letzten drei Ortschaften sind heute nicht mehr zuordenbar, werden aber mit den späteren Filialgemeinden der Pfarre Heiligenbrunn in Verbindung gebracht: Strem, Reinersdorf und (Deutsch) Bieling. Die beiden kirchlichen Schenkungen durch den Bischof und den Domherren von Raab, und die explizite Bezeichnung der Orte als Possessio deuten darauf hin, dass Heiligenbrunn zu dieser Zeit das Zentrum einer geistlichen Kleinherrschaft gewesen sein dürfte.

### Frühe Neuzeit
Die Héderváry blieben bis zum Beginn des 16. Jahrhunderts im Besitz der genannten Orte, die im Distrikt Strem (siehe Schlossriegel Strem) zusammengefasst waren. Wegen finanzieller Notlagen verpfändete der Grundherr Franz Héderváry Heiligenbrunn und andere Güter 1496 und 1500 aber vorübergehend an Verwandte. 1521 wurde der Distrikt zusammen mit anderen Besitztümern den Héderváry auf Anordnung König Ludwigs II. entzogen und als Teil der Herrschaft Güssing der Familie Batthyány unterstellt. Als 1569 deren Grundherr Graf Christoph Batthyány zum Protestantismus konvertierte wurde auch Heiligenbrunn protestantisch. Die Pfarre wurde vermutlich ab 1610 von evangelischen Predigern betreut, wurde 1630 durch den Übertritt von Christophs Nachfolger Adam I. Batthyány zum römisch-katholischen Glauben aber wieder katholisch.

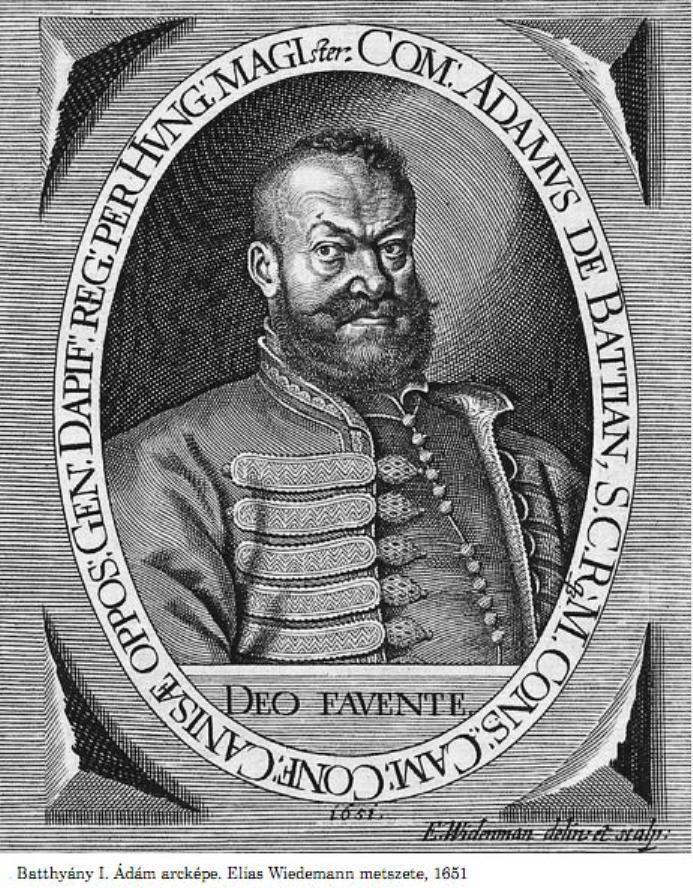
Grundherr Graf Adam I. Batthyány

Während dieser Zeit wurde aufgrund der Unruhen durch die Bocskai-Aufstände auch ein Großteil der Höfe in Heiligenbrunn verwüstet. Bis ins 18. Jahrhundert war die Region immer wieder von kriegerischen Handlungen und Aufständen betroffen. Bereits 1532 zog Sultan Suleimann von Köszeg (deutsch Güns) mit seinem Heer über die Oststeiermark nach Süden ab, und am 1. August 1664 kam es ca. 15 km südwestlich von Heiligenbrunn zur Schlacht bei Mogersdorf. Die dabei siegreiche kaiserlich Armee unter Graf Montecuccoli hatte zwei Tage zuvor vorübergehend ihr Lager bei Hagensdorf aufgeschlagen. Später, um 1700 herum, war der Herrschaftsbereich der Familie Batthyány in Westungarn aufgrund deren Kaisertreue auch ein Ziel der Kuruzzenstürme.
1757 wurden in einem kirchlichen Visitationsbericht die Wallfahrten zur Ulrichsquelle das erste Mal näher beschrieben. Dort hieß es die Quelle sei von vielen Menschen in der Hoffnung auf Heilung ihrer Krankheiten aufgesucht worden. Hierzu hätten sich die Gläubigen mit dem Wasser der Quelle benetzt.

### Aufklärung und Revolution
Der Westteil der Gemeinde mit den Orten Heiligenbrunn, Deutsch Bieling und dem damals noch auf zwei Dörfer aufgeteilten Deutsch und Kroatisch Reinersdorf war im 18. Jahrhundert Teil der fürstlichen Linie der Herrschaft Batthyány. Die östlich gelegenen Dörfer Hagensdorf und Luising gehörten zur Herrschaft Eberau bzw. zu den Herrschaften Ják und Zarka.
Die Zeit war geprägt vom Aufstand der großteils bäuerlichen Bevölkerung gegen die Willkür der Grundherrschaft und die Belastungen durch regelmäßige kriegerische Auseinanderzeitungen, bei denen das in den Dörfern einquartierte Militär von den Bewohnern versorgt werden musste. In Hagensdorf war etwa noch im 19. Jahrhundert Militär im Ort untergebracht. Die jungen Männer versuchten auch sich der Rekrutierung zu entziehen, indem sie sich versteckten, wie eine Gemeinderechnung von 1793 über die Auszahlung von 12 Florin und 4 Kreuzer für Rekrutenfangen belegt. Bereits im Jahr 1766 wurde die Stimmung in allen Dörfern der heutigen Gemeinde, mit Ausnahme des Ortes Luising, vom Oberstuhlrichteramt als höchst revolutionär beschrieben. Im selben Jahr wurden in der Urbarialreform Maria Theresias die rechtlichen Rahmenbedingungen für das Verhältnis zwischen Grundherrn und Untertanen festgelegt, um so die Willkürherrschaft der Grundherren einzuschränken. Im Revolutionsjahr 1848 kam es schlussendlich zur Bauernbefreiung, die es den Bauern unter anderem erlaubte Liegenschaften zu erwerben und über diesen Grundbesitz frei zu verfügen.

### Armut und Massenemigration
Aufgrund der Randlage der Region und wegen des Fehlens eines urbanen Zentrums als Absatzmarkt für ihre Produkte, lebten die meisten Bauern aber in wirtschaftlicher Not. Die landwirtschaftlichen Betriebe bestanden ungefähr zur Hälfte aus Zwergbetrieben mit unter 2 ha Bewirtschaftungsfläche und Kleinbetrieben mit bis zu 5 ha Fläche. Der Großteil der Bauern verfügte kaum über Arbeitsmaschinen und die Arbeiten mussten hauptsächlich manuell durchgeführt werden. Selbst wenn Maschinen vorhanden waren, konnten sie auf den teils sehr kleinen und verstreut liegenden Parzellen (sogenannten Hosenriemenäckern) kaum genutzt werden. Durch laufend erfolgte Erbteilungen nach dem Prinzip der Realteilung kam es zu einer immer größeren Zersplitterung des jeweiligen Grundbesitzes. Die daraus resultierende Not der Bevölkerung führte in der zweiten Hälfte des 19. Jahrhunderts zur Amerikawanderung, einer Massenemigration in die USA.

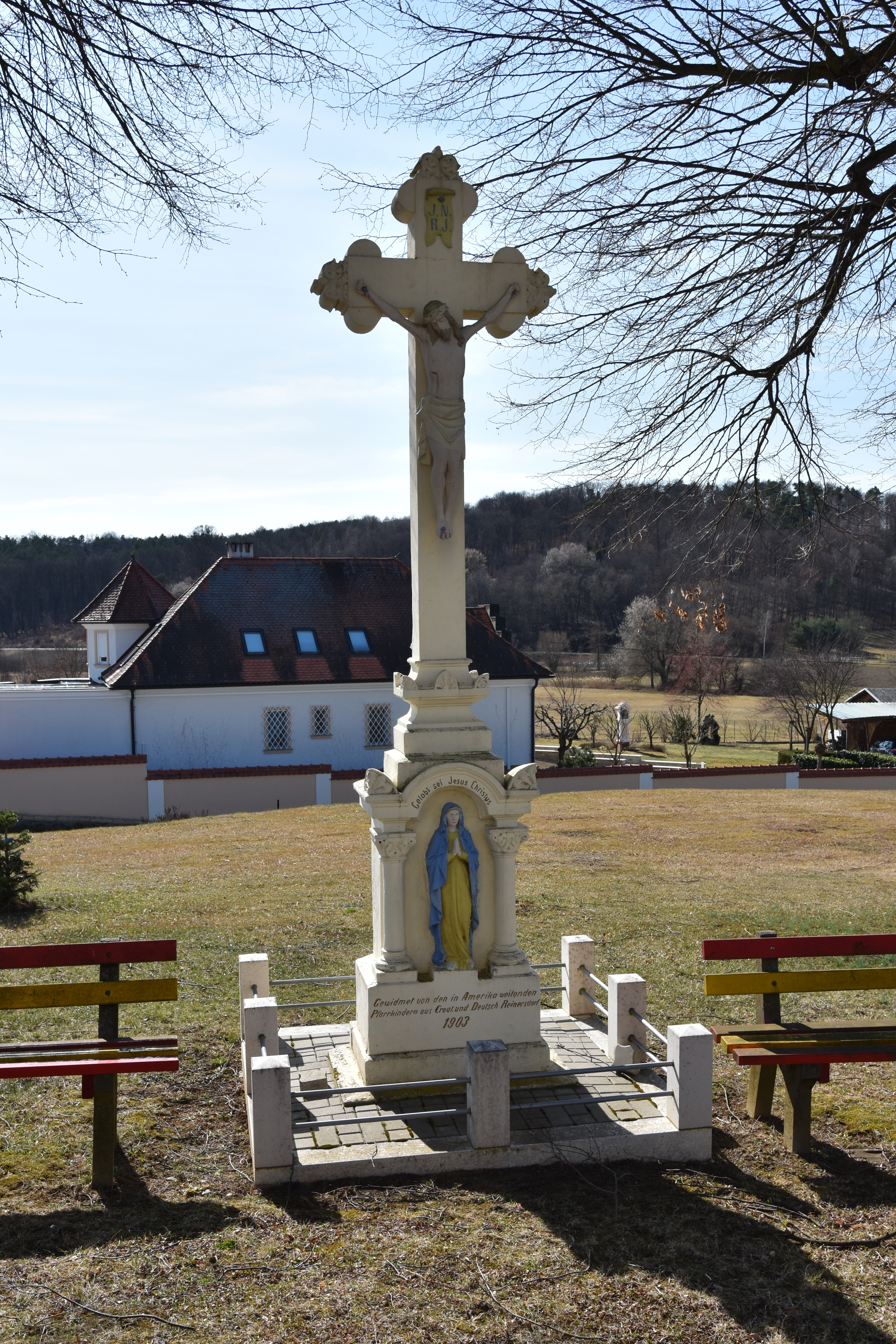
Das von Auswanderern finanzierte Amerikanerkreuz vor der Filialkirche Reinersdorf

In den Dörfern der Gemeinde Heiligenbrunn setzte diese Auswanderung relativ spät ein, etwa um 1900 herum. Die ersten Bewohner emigrierten 1898 aus Heiligenbrunn und 1901 aus Hagensdorf. Der danach einsetzende starke Anstieg der Wanderung ging erst wieder nach dem Ersten Weltkrieg deutlich zurück. Nach einem neuerlichen Anstieg in den 1920er-Jahren kam es zwischen 1928 und 1934 zu einer großen Rückwanderungsbewegung – unter anderem aufgrund der Weltwirtschaftskrise. Nach dem Zweiten Weltkrieg kam es zu einem neuerlichen Emigrationsschub, hauptsächlich in die USA, vereinzelt aber auch nach Südamerika.
Am größten betroffen von diesen Abwanderungsbewegungen waren die Orte Deutsch Bieling, Heiligenbrunn und Reinersdorf – bei Reinersdorf lag die Auswanderungsquote etwa bei 27 %.

### Erste Republik und Ständestaat
Bis 1920/21 gehörte Heiligenbrunn wie das gesamte Burgenland zu Ungarn (Deutsch-Westungarn). Aufgrund der Magyarisierungspolitik der Regierung in Budapest musste ab 1898 der ungarische Ortsname Szentkút verwendet werden. Nach Ende des Ersten Weltkriegs wurde Deutsch-Westungarn nach zähen Verhandlungen in den Verträgen von St. Germain und Trianon 1919 Österreich zugesprochen. 1921 wurden Heiligenbrunn und die damals noch eigenständigen Gemeinden Deutsch Bieling, Hagensdorf und Reinersdorf Teil des damals neu gegründeten Bundeslandes Burgenland (siehe auch Geschichte des Burgenlandes). Die heutige Katastralgemeinde Luising wurde allerdings erst am 10. Jänner 1923 durch eine Alliierte Grenzkommission nachträglich der Republik Österreich zugeordnet und später durch österreichische Truppen besetzt.

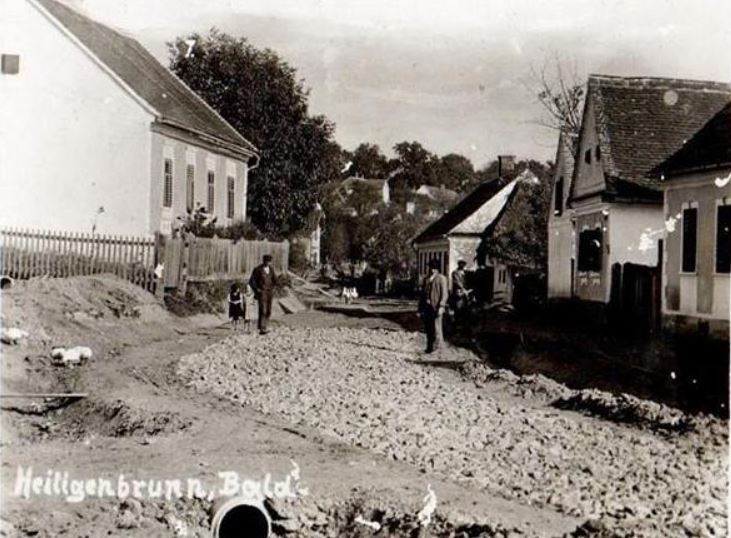
Die Hauptstraße von Heiligenbrunn im Jahr 1930, auf Höhe der Hauptkreuzung beim Alten Kriegerdenkmal.

Zur Zeit des Austrofaschismus kam es in den Dörfern der Gemeinde regelmäßig zu öffentlichen Auseinandersetzungen der Anhänger der Sozialdemokraten und der Vaterländischen Front. Die dafür mit politischen Parolen verunreinigten Hauswände, Fahrbahnen oder Zäune mussten von den Tätern oder Verdächtigen unter Aufsicht der Gendarmerie wieder gereinigt werden – wie aus den Gendarmeriechroniken von 1935 hervorging. In diesen wurde auch bereits der Zulauf der Arbeiterschaft zur damals illegalen NSDAP erwähnt.

### NS-Herrschaft und Weltkrieg
Nach dem Anschluss von 1938 und der Aufteilung des Burgenlandes auf die Gaue Niederdonau und Steiermark, wurde der Bezirk Güssing, zu dem auch die Orte der heutigen Gemeinde Heiligenbrunn gehörten, aufgelöst und in den Kreis Fürstenfeld eingegliedert.

Im Jänner oder Februar 1945 wurden 800 bis 1000 ungarische Juden im Meierhof Heiligenbrunn hinter dem Stremer Zollhaus untergebracht – beides Gebäude auf Heiligenbrunner Gemeindegebiet. Zusammen mit in Eberau, Reinersdorf und Inzenhof untergebrachten Juden wurden sie zum Bau des Südostwalls eingesetzt. Bei mehreren Erschießungen wurden in den nächsten Wochen 38 bis 46 Zwangsarbeiter erschossen und in verschiedenen Gräbern in der Umgebung verscharrt. Ab 29. März 1945 starteten Todesmärsche Richtung KZ Mauthausen, für die der Meierhof als erstes Sammellager nach der deutsch-ungarischen Grenze fungierte. Vor dem Abzug wurden 32 kranke Juden in ein Wirtschaftsgebäude gesperrt wurden, das laut Augenzeugenberichten Einheimischer von durchziehenden SS-Einheiten in Brand gesteckt wurde. Laut Bericht eines zufällig anwesenden Postbeamten seien die Arbeiter zuvor mit einer brennbaren Flüssigkeit übergossen worden. Die Leichen wurden im Mai 1945 von der Roten Armee entdeckt, auf Veranlassung der Bezirkshauptmannschaft Güssing im Friedhof von Heiligenbrunn begraben, später aber vermutlich exhumiert und an einen nicht näher bekannten Ort umgebettet.

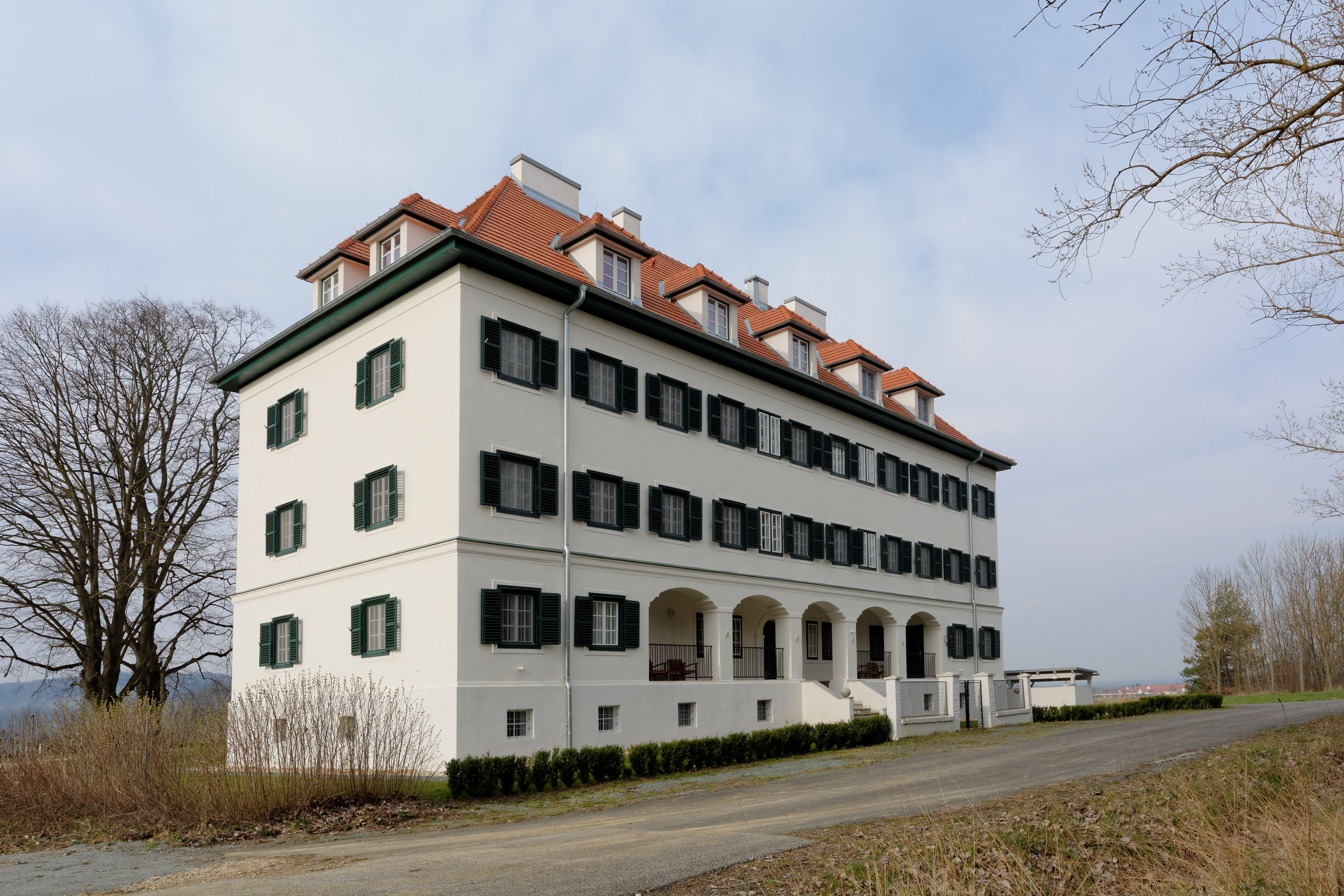
Das Stremer Zollhaus in Heiligenbrunn: Der als Sammellager genutzte Meierhof lag hinter den Bäumen am rechten Bildrand

In den ersten zwölf Tagen des April 1945 kam es zu schweren Kampfhandlungen in der Gemeinde. Die Rote Armee erreichte am Ostersonntag, den 1. April von Körmend kommend Deutsch Bieling, Hagensdorf, Luising und Reinersdorf, sowie die weiter westlich gelegenen Gemeinden Inzenhof und Tschanigraben. Da der Südostwall zwischen Heiligenbrunn, Moschendorf und Strem im Norden und Deutsch Bieling, Hagensdorf und Luising im Süden verlief, waren vor allem die letzten beiden Dörfer von dem Kampfhandlungen betroffen. Die in Heiligenbrunn einquartierte Wehrmacht ließ alle Brücken über die Strem sprengen und schickte die Bevölkerung großteils in die umliegenden Wälder. In Hagensdorf war die Rote Armee mit einer Kompanie Infanterie, einer Batterie schwerer Artillerie und zahlreichen Panzerabwehrgeschützen und Granatwerferstellungen untergebracht. Mehrfach griff sie die deutschen Abwehrstellungen an, bis diese am 12. April schließlich den Rückzug in Richtung Güssing antrat. Das Nachrücken der Sowjets durch die Orte Deutsch Bieling, Heiligenbrunn und Reinersdorf Richtung Nordwesten beendete die Kämpfe schließlich gegen Mitternacht des gleichen Tages.
Die Kampfhandlungen führten zu großen Sachschäden in den Dörfern: In Deutsch Bieling brannten 24 Gebäude oder Gebäudeteile aus, in Reinersdorf war eine Vielzahl der Häuser von Bränden betroffen, und in Heiligenbrunn wurde unter anderem die Pfarrkirche schwer beschädigt. In allen Orten gab es außerdem zahlreiche Gefallene und Vermisste.

### Ungarnaufstand und Eiserner Vorhang
Neben den politischen und wirtschaftlichen Unsicherheiten in den Anfangsjahren der neu gegründeten Zweiten Republik waren die Orte der heutigen Gemeinde immer wieder von den Ereignissen in der benachbarten Volksrepublik Ungarn betroffen. Bereits 1948 und 1949 wurde etwa der an das Gemeindegebiet grenzende Abschnitt der Staatsgrenze von Ungarn laut einem Gendarmeriebericht mit technischen Grenzhindernissen versehen.
Am 18. Oktober 1955 kam es zu einem Grenzzwischenfall im Bereich von Luising, bei dem acht ungarische Polizisten auf der Suche nach einem bereits Stunden zuvor Geflüchteten die Staatsgrenze überschritten. Die Beamten drangen fast einen halben Kilometer tief auf österreichisches Hoheitsgebiet vor und durchkämmten, gleichzeitig mit zehn Polizisten auf ungarischer Seite, eine knappe Stunde lang den Grenzstreifen. Dabei befahlen sie auch einigen Bäuerinnen, die im österreichischen Grenzgebiet Feldarbeiten erledigten, mit vorgehaltenen Maschinenpistolen, sich weiter ins Landesinnere zurückzuziehen. Trotz eines offiziellen Protests Österreichs und Verhandlungen von Vertretern beider Regierungen blieb der Vorfall ohne weitere Folgen, da Ungarn die Ereignisse abstritt.
Zwischen Sommer 1955 und 1956 wurden die Grenzschutzeinrichtungen aufgrund der Reformpolitik unter Imre Nagy wieder abgebaut. In den umliegenden ungarischen Dörfern entlang der Grenze waren 1956 aber insgesamt 270 Mann Militär untergebracht. Zusätzlich wurde die Grenze nachts von Leuchtkugeln erhellt.
Während des ungarischen Volksaufstandes kam es anfangs zu Freundschaftskundgebungen in einigen Grenzdörfern, bei denen Bewohner der ungarischen Nachbarorte die Grenze überschritten, um ihren österreichischen Nachbarn die Freundschaft auszudrücken. Am 28. Oktober 1956 kam es auch in Luising zu einer solchen Kundgebung mit ca. 180 Zivilpersonen und 20 unbewaffneten Soldaten aus den Orten Kemestaródfa, Vaslja und Pinkamindszent. In Reinersdorf kam es am gleichen Tag zu einer Kundgebung mit etwa 400 ungarischen Staatsbürgern. Nach der Niederschlagung des Ungarnaufstands durch sowjetische Truppen kam es bis April 1957 zu einem Flüchtlingsstrom durch die Grenzorte. In Deutsch Bieling wurden für diesen Zeitraum 5000 Flüchtlinge registriert, in Hagensdorf und Luising zusammen 6368. Die Tagesspitzenwerte für Hagensdorf und das 186 Einwohner zählende Deutsch Bieling lagen bei 300 Flüchtlingen, bei Luising mit seinen 195 Einwohnern bei 466 Asylsuchenden. Nach Luising flüchteten am 4. November 1956 auch 59 Grenzsoldaten zusammen mit ihrem Offizier. Die zahlreichen Flüchtlinge wurden in allen Dörfern der heutigen Gemeinde untergebracht, größtenteils in den Schulen und Rüsthäusern, teilweise aber auch in Privathäusern und im Heiligenbrunner Gemeindehaus. Die Versorgung erfolgte durch die Ortsbevölkerung und das Rote Kreuz, der Weitertransport der Flüchtlinge Richtung Güssing mit Postautobussen.
Im Mai 1957 begann Ungarn damit, den Eisernen Vorhang wieder zu errichten, indem bis 27. Mai ein Stacheldrahtverhau installiert wurde. Dieser wurde im Oktober verstärkt und der Grenzstreifen mit hölzernen Wachtürmen und einem Minengürtel versehen. Beim Verlegen der Minen kam es im Bereich von Hagensdorf zwei Mal zu erneuten Grenzverletzungen, jeweils durch 20 ungarische Soldaten, die das Gebiet nach Aufforderung zweier österreichischer Gendarmierebeamten aber wieder verließen. Im darauffolgenden Jahr wurden die hölzernen Wachtürme durch 15 m hohe Eisentürme mit Betonsockel ersetzt. Im Osten und Süden der Gemeinde entstand so ein ca. 25 km langer Grenzstreifen, der auf einer Breite von 50 m frei von Vegetation und Bebauung blieb.

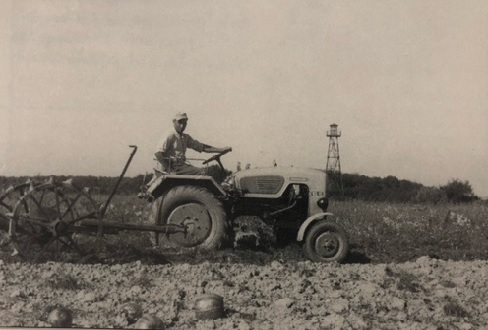
Ein Bauer bei der Kartoffelernte im Bereich des Eisernen Vorhangs.

Trotz der hochgerüsteten Grenze kam es in den folgenden Jahrzehnten immer wieder Fluchtversuchen ungarischer Staatsbürger. Im November 1960 wurden zwei von drei ungarischen Burschen beim Versuch, nach Hagensdorf zu flüchten, durch Minen verletzt, einer davon schwer. Der Unverletzte schleppte die Verwundeten unter Maschinenpistolenbeschuss auf die österreichische Seite, wo der schwer Verletzte im Gebüsch versteckt wurde. Die beiden anderen holten im Ort Hilfe, beim Eintreffen der Suchmannschaft nach zwei Stunden war der Verletzte aber bereits verschwunden. Eine Untersuchungskommission kam zum Ergebnis, dass die ungarischen Soldaten unter Verletzung des österreichischen Hoheitsrechtes den Flüchtling zurück nach Ungarn holten. Im August 1962 wurde im Gebiet von Luising ein weiterer Flüchtling durch eine Mine schwer am linken Fuß verletzt. Dem ungarischen Staatsbürger gelang aber die Flucht und er wurde ins Landeskrankenhaus Güssing eingeliefert.

### Nachkriegszeit bis zur Gegenwart
In den ersten Nachkriegsjahrzehnten kam es zum Wiederaufbau und zum Ausbau und der Errichtung von teils bis dahin gänzlich fehlender Infrastruktur. 1947 und 1954 wurde die durch Kriegsschäden und einen Blitzschlag schwer in Mitleidenschaft gezogene Pfarrkirche Heiligenbrunn generalsaniert, 1956–1959 in Heiligenbrunn eine neue Volksschule errichtet, 1960 eine Wildbachverbauung zum Hochwasserschutz durchgeführt. Im Jahr 1970 wurden das bestehende Telefonnetz automatisiert und eine bis dahin fehlende Ortskanalisation errichtet, 1971 eine Straßenbeleuchtung errichtet und 1972 das alte Gemeindehaus in Heiligenbrunn als Verwaltungssitz der neu geschaffenen Großgemeinde saniert und ausgebaut.
Mit 1. Jänner 1971 wurden im Zuge des Gemeindestrukturverbesserungsgesetzes der burgenländischen Landesregierung die zuvor selbständigen Gemeinden Deutsch Bieling, Hagensdorf im Burgenland, Heiligenbrunn, Luising und Reinersdorf zur neuen, bis heute bestehenden, Großgemeinde Heiligenbrunn zusammengelegt.

## Bevölkerung

### Bevölkerungsstruktur
Die aktuelle Wohnbevölkerung (Stand 1. Januar 2022) setzt sich aus 382 Frauen (51,4 %) und 361 Männern (48,6 %) zusammen. Von der Gesamtbevölkerung sind 57,1 % zwischen 20 und 64 Jahren alt, 29,7 % sind 65 Jahre und älter und 13,2 % sind unter 20. Nahezu die Hälfte der Personen (48,6 %) ist zwischen 50 und 74 Jahren alt und knapp zwei Drittel (65 %) sind 45 Jahre oder älter.
Nach Staatsangehörigkeit besteht die Bevölkerung zu 95 % aus Österreichern und 5 % aus Nicht-Österreichern. Von den 37 Personen der nicht-österreichischen Bevölkerung stammen 16 Personen (43,2 %) aus Deutschland, 34 Personen (91,9 %) aus einem EU- oder EFTA-Mitgliedsstaat oder dem Vereinigten Königreich, und 33 Personen (89,2 %) stammen aus einem EU-Staat. Davon sind 20 Personen (54,1 %) aus einem EU-Mitglied von vor 2004 und 13 Personen (35,1 %) aus einem EU-Mitglied ab 2004. Insgesamt 3 Personen (8,1 %) sind aus einem Drittland, davon 2 Personen (5,4 %) aus Asien und 1 Person (2,7 %) aus Nordamerika.
Die Erwerbsstatistik per 31. Oktober 2020 weist 45,6 % Erwerbsfähige, 43,3 % Erwerbstätige und 2,4 % Arbeitslose aus. Von der Gesamtanzahl der Bevölkerung sind 54,4 % Nicht-Erwerbstätige und 36,1 % Personen mit Pensionsbezug. Die Akademikerquote liegt bei 11,1 %, die Maturantenquote bei 11,3 %. 76,9 % der Bevölkerung haben einen Pflicht- oder Lehrabschluss.

### Religion
Die Bevölkerung bestand 2001 zu 95,3 % aus Personen mit römisch-katholischem Glauben und je 1,6 % aus Protestanten und Personen ohne Bekenntnis. Der Rest verteilte sich auf Orthodoxe, Muslime und Andere. Da die Religionszugehörigkeit bei aktuellen Volkszählungen nicht mehr ausgewiesen wird, sind keine neueren Daten verfügbar.
Es gibt zwei römisch-katholische Pfarrgemeinden, Heiligenbrunn und Hagensdorf, die beide seit 2021 zum Seelsorgeraum Göttliche Barmherzigkeit/Unteres Stremtal gehören. Beide Pfarren wurden aber bereits seit 1973 durchgehend vom gleichen Pfarrer betreut.

## Politik und Verwaltung

### Historische Entwicklung

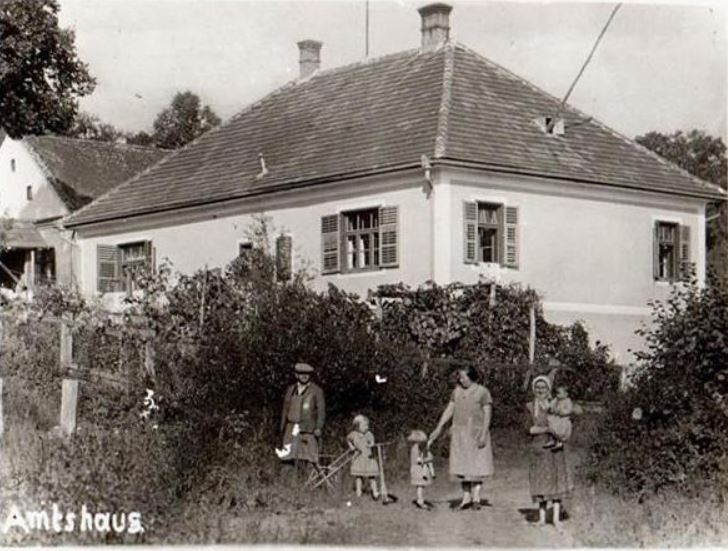
Das erste Amtshaus im Jahre 1930. Im Hintergrund die alte Volksschule.

Die Ursprünge der Gemeindeverwaltung sind vermutlich deckungsgleich mit denen der Schule, da das Notariat im Ort jahrhundertelang von den Schulmeistern betrieben wurde. Der erste bekannte Schulmeister war ein in gewisser Stefan Sajer – er wurde in einem kirchlichen Visitationsbericht von 1757 genannt. Der erste Schulbau im Dorf wurde bereits bei der Visitation von 1697/1698 erwähnt und vermutlich irgendwann in den zwei Jahrzehnten zuvor errichtet. Er befand sich gegenüber des heutigen Gemeindeamtes im Bereich des Öko-Energiegartens. Erst um 1930 herum wurde ungefähr an der Stelle des jetzigen Gebäudes das erste Amtsgebäude errichtet, das mehrfach aus- und umgebaut bis zum Beginn des 21. Jahrhunderts genutzt wurde. 2011 wurde es durch ein etwas weiter südlich gelegenes neu erbautes Bürgerservicezentrum ersetzt.
Ab 1860 wurde in der Nachbargemeinde Strem ein Kreisnotariat betrieben, zu dem auch Heiligenbrunn (allerdings ohne die heutigen Ortsteile) gehörte. 1863 begab sich der Bezirksnotar aus Güssing zusätzlich zwei Mal wöchentlich nach Heiligenbrunn um Notariatsangelegenheiten zu erledigen. Ab 1923 wurde in Heiligenbrunn ein Kreissekretariat eingerichtet, dem bereits damals die noch eigenständigen Gemeinden Deutsch Bieling, Hagensdorf, Luising und Reinersdorf zugeteilt waren.

### Gemeinderat

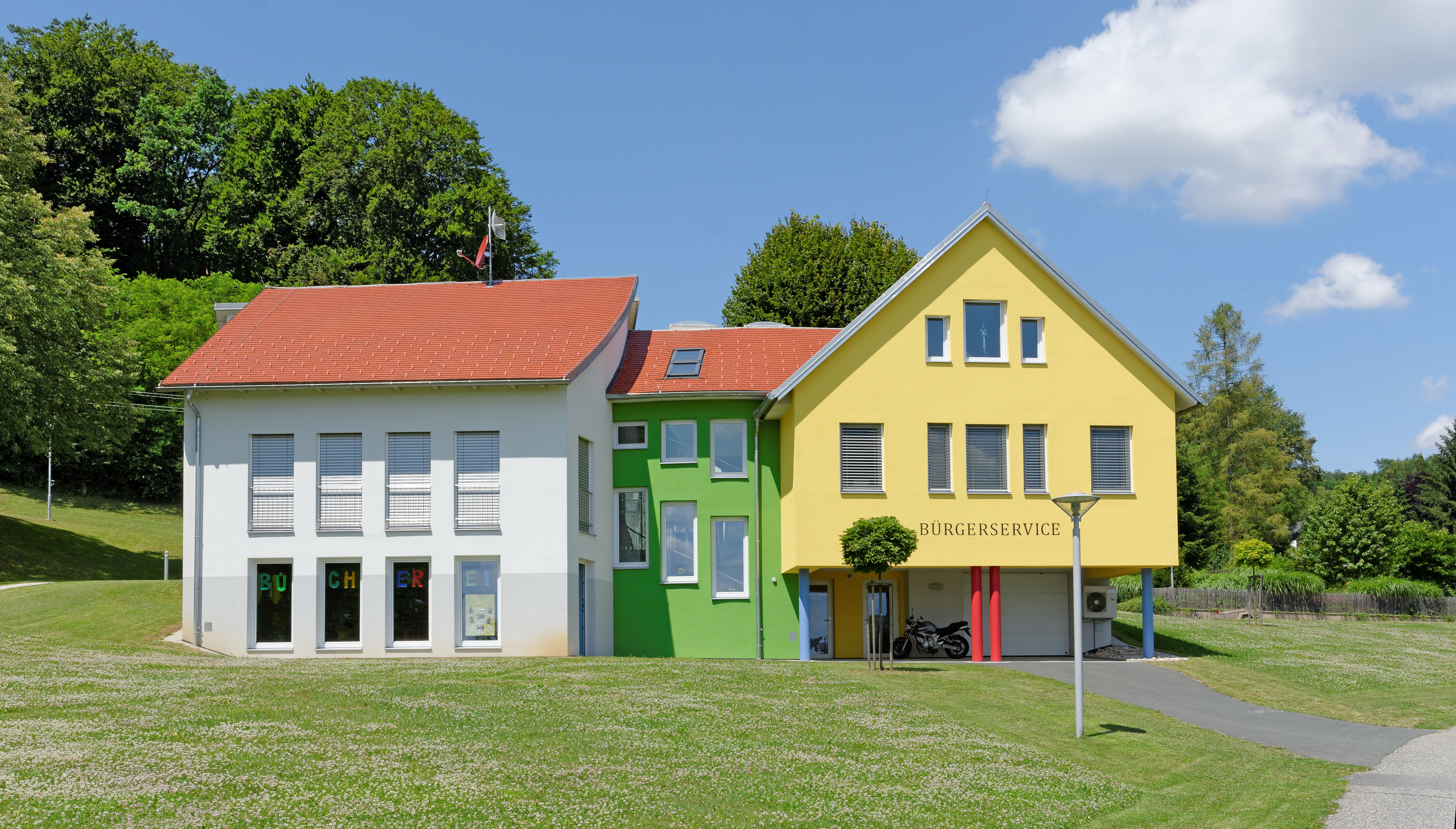
Bürgerservicezentrum Heiligenbrunn

Der Gemeinderat umfasst aufgrund der Anzahl der Wahlberechtigten insgesamt 13 Mitglieder. Vertreten sind derzeit nur die Bürgermeisterpartei ÖVP und die Liste SPÖ UH (SPÖ und Unabhängige), eine Gemeinschaftsliste Parteifreier und der Sozialdemokraten unter Führung des Vizebürgermeisters.
Seit der Gemeindezusammenlegung im Jahr 1971 gab es mit ÖVP und SPÖ nur zwei Parteigruppierungen im Gemeinderat. Ausgenommen davon waren die Jahre 1977 bis 1982, in denen eine Bürgerliste mit dem Namen Heimatliste ebenfalls Gemeinderatsmitglieder stellen konnte. Die FPÖ scheiterte sowohl 1992, als auch 1997 am Einzug in den Gemeinderat. In diesem gab es seit dem Jahr 1971 durchgehend eine Mehrheit der örtlichen Volkspartei, die über lange Zeit hinweg sogar rund doppelt so viele Gemeinderatsmitglieder stellte wie die SPÖ. Diese Dominanz nahm im 21. Jahrhundert aber ab, und ÖVP und SPÖ sind aktuell relativ gleich stark vertreten (siehe nachstehende Tabelle).
| Partei          | 2022             | 2022             | 2022             | 2017             | 2017             | 2017             | 2012             | 2012             | 2012             | 2007             | 2007             | 2007             | 2002             | 2002             | 2002             | 1997             | 1997             | 1997             |
| Partei          | Sti.             | %                | M.               | Sti.             | %                | M.               | Sti.             | %                | M.               | Sti.             | %                | M.               | Sti.             | %                | M.               | Sti.             | %                | M.               |
| --------------- | ---------------- | ---------------- | ---------------- | ---------------- | ---------------- | ---------------- | ---------------- | ---------------- | ---------------- | ---------------- | ---------------- | ---------------- | ---------------- | ---------------- | ---------------- | ---------------- | ---------------- | ---------------- |
| ÖVP             | 351              | 54,76            | 7                | 384              | 57,40            | 8                | 400              | 61,26            | 8                | 509              | 73,98            | 11               | 498              | 68,98            | 11               | 441              | 62,73            | 10               |
| SPÖ UH A1       | 290              | 45,24            | 6                | 285              | 42,60            | 5                | 253              | 38,74            | 5                | nicht kandidiert | nicht kandidiert | nicht kandidiert | nicht kandidiert | nicht kandidiert | nicht kandidiert | nicht kandidiert | nicht kandidiert | nicht kandidiert |
| SPÖ             | nicht kandidiert | nicht kandidiert | nicht kandidiert | nicht kandidiert | nicht kandidiert | nicht kandidiert | nicht kandidiert | nicht kandidiert | nicht kandidiert | 179              | 26,02            | 4                | 224              | 31,02            | 4                | 224              | 31,86            | 5                |
| FPÖ             | nicht kandidiert | nicht kandidiert | nicht kandidiert | nicht kandidiert | nicht kandidiert | nicht kandidiert | nicht kandidiert | nicht kandidiert | nicht kandidiert | nicht kandidiert | nicht kandidiert | nicht kandidiert | nicht kandidiert | nicht kandidiert | nicht kandidiert | 38               | 5,41             | 0                |
| Wahlberechtigte | 722              | 722              | 722              | 738              | 738              | 738              | 758              | 758              | 758              | 796              | 796              | 796              | 820              | 820              | 820              | 812              | 812              | 812              |
| Wahlbeteiligung | 91,41 %          | 91,41 %          | 91,41 %          | 93,90 %          | 93,90 %          | 93,90 %          | 90,90 %          | 90,90 %          | 90,90 %          | 88,82 %          | 88,82 %          | 88,82 %          | 91,10 %          | 91,10 %          | 91,10 %          | 92,73 %          | 92,73 %          | 92,73 %          |

### Bürgermeister
Bürgermeister ist Johann Trinkl (ÖVP).
Am 19. Jänner 2017 reichte Gerhard Schrantz (ÖVP), der seit 1992 der Gemeinde vorstand, seinen Rücktritt als Bürgermeister ein. Bereits einen Tag später wurde Trinkl vom Gemeinderat mit 7:5 Stimmen – für die SPÖ und Unabhängigen trat Vizebürgermeister Dietmar Babos an – zum neuen Bürgermeister gewählt.
Bei der Bürgermeisterdirektwahl am 1. Oktober 2017 blieb Trinkl zwar um 4,27 % hinter dem Ergebnis der ÖVP zurück, wurde aber dennoch mit dem Stimmenanteil von 53,13 % als Gemeindechef bestätigt. Sein Mitbewerber war abermals Babos, der 46,87 % erreichte. In der konstituierenden Sitzung des Gemeinderats wurde Babos neuerlich zum Vizebürgermeister gewählt. Die beiden bilden auch mit Thomas Stukitz den Gemeindevorstand.
Leiter des Gemeindeamts ist Michael Partl.

### Liste der Bürgermeister
Vor der Gemeindezusammenlegung:
- 1927–1945: Felix Trinkl
- 1945–1952: Johann Schmidt
- 1952–1955: Gregor Roth
- 1955–1959: Johann Trinkl
- 1959–1971: Markus Loder

Nach der Gemeindezusammenlegung:
- 1971–1982 Johann Deutsch (ÖVP)
- 1992–2017 Gerhard Schrantz (ÖVP)
- seit 2017 Johann Trinkl (ÖVP)[82]

### Gemeindewappen
Das Recht zur Führung eines Wappens wurde der Gemeinde am 19. Juni 1998 von der burgenländischen Landesregierung verliehen. Der Entwurf stammt vom in Heiligenbrunn geborenen Maler Herbert Wagner.
|  | Blasonierung: „Gespalten von Gold und Grün mit einem anstoßenden Tatzenkreuz in gewechselten Farben; oben links in Grün eine goldene Sonnenblume, unten rechts eine grüne Traube mit zehn Beeren.“ |

## Wirtschaft und Infrastruktur

### Wirtschaft

#### Arbeitsstätten
Im Jahr 2022 gab es laut Wirtschaftskammer Österreich in Heiligenbrunn 26 Betriebe mit insgesamt 63 Beschäftigten. In dieser Statistik sind allerdings nur selbstständige Betriebe samt Beschäftigten enthalten, unter anderem aber keine kommunalen Arbeitsstätten mit öffentlich Bediensteten.
Die letzte Registerzählung der Statistik Austria wies 2011 in der Gemeinde 71 Arbeitsstätten mit insgesamt 143 Beschäftigten aus, von denen 66 Personen oder rund 46 % unselbstständig erwerbstätig waren. Von diesen 143 Personen waren 60 (ca. 42 %) in der Land- und Forstwirtschaft tätig, 33 Personen (ca. 23 %) in der Beherbergung und Gastronomie, 14 Personen (ca. 10 %) im Öffentlichen Dienst, und 10 Personen (ca. 7 %) im Baugewerbe. Weitere Kleinstbetriebe oder Einzelunternehmer waren 2011 vor allem in den Bereichen Handel, Gesundheits- und Sozialwesen, Kunst und Unterhaltung, Finanz- und Versicherungsdienstleistungen oder anderen freiberufliche Tätigkeiten unternehmerisch tätig.

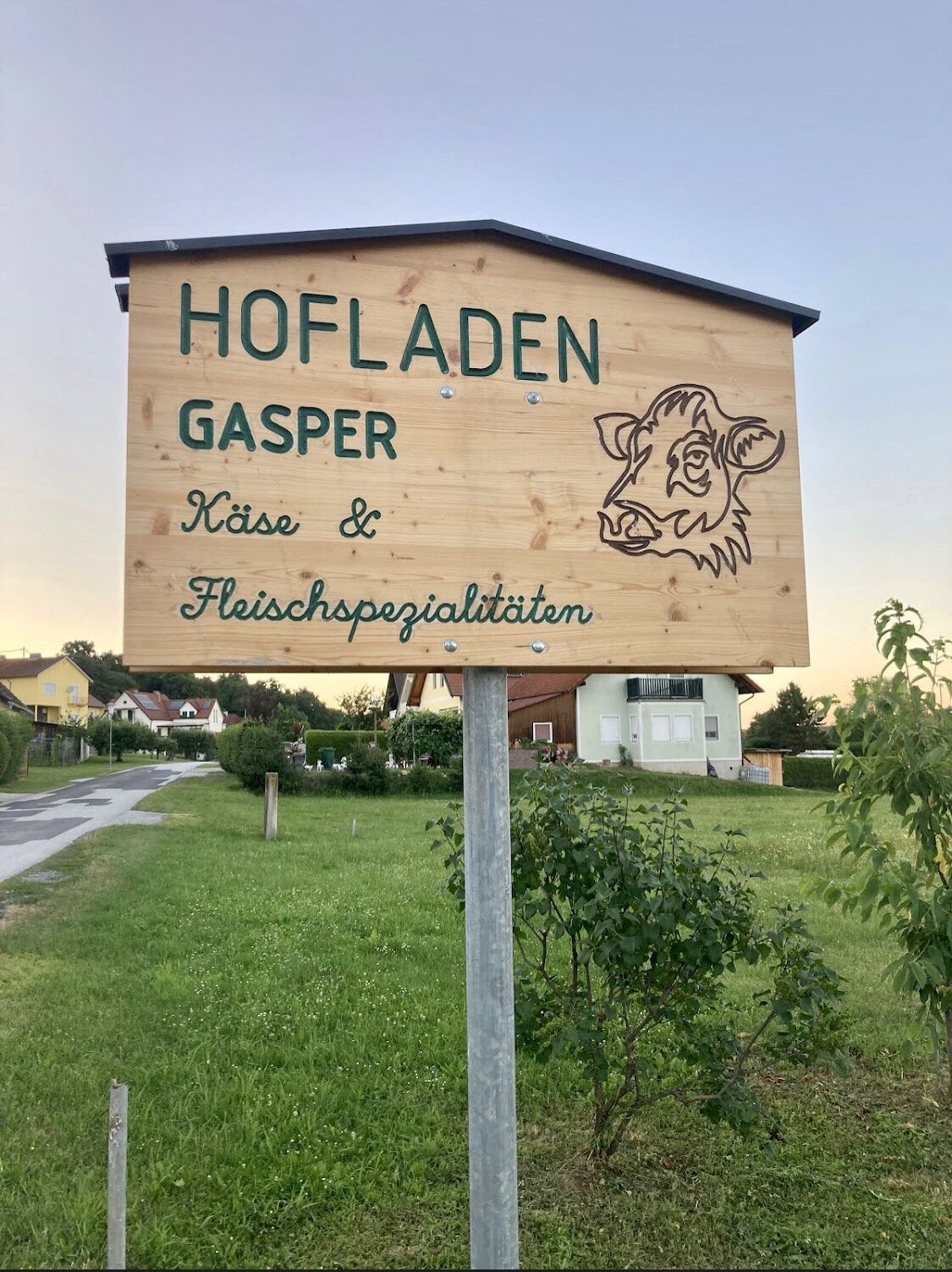
Einer der größten Betriebe der Gemeinde ist die Hofmolkerei Gasper in Heiligenbrunn

Zu den größten Betrieben der Gemeinde zählen das Hotel und Restaurant Krutzler in Heiligenbrunn und das Landhotel Schwabenhof in Hagensdorf, die Gutsverwaltung von Alfons Mensdorff-Pouilly in Luising, die Bio-Schweine- und -Gänsezucht des Masihofes in Hagensdorf, sowie die Hofmolkerei und der Hofladen der Familie Gasper in Heiligenbrunn.

#### Landwirtschaft

##### Betriebsarten
In der Gemeinde gab es im Jahr 2010 insgesamt 83 land- und forstwirtschaftliche Betriebe mit einer Gesamtfläche von 1.682 ha. Von den 83 Betrieben wurden 13 (ca. 16 %) im Haupterwerb betrieben, 58 (ca. 70 %) im Nebenerwerb und je 6 (ca. 7 %) als Personengemeinschaften oder als Betriebe juristischer Personen. Von den 1.682 ha bewirtschafteter Fläche entfielen 522 h (31 %) auf Haupterwerbsbetriebe, 671 ha (39,9 %) auf Nebenerwerbsbetriebe, 83 ha (4,9 %) auf Personengemeinschaften und 407 ha (24,2 %) auf Betriebene juristischer Personen.

##### Betriebsgrößen
Der Großteil der bewirtschafteten Kulturflächen lag 2010 unter 30 ha: Von den 83 Betrieben verfügten 40 (48,2 %) über eine Fläche von 2 ha bis unter 10 ha, 29 (34,9 %) über 10 ha bis unter 30 ha, 6 Betriebe (7,2 %) über 30 ha bis unter 50 ha, 5 (6 %) über Flächen von 50 ha bis unter 100 ha, und 3 Betriebe (3,6 %) bewirtschafteten über 100 ha. Bei der Flächengröße gab es in den letzten Jahrzehnten allerdings eine Tendenz hin zu Großbetrieben: Zwischen 1999 und 2010 nahmen Betriebe von 50 ha bis unter 100 ha um 11,6 % zu, und Betriebe mit Flächen über 100 ha um 78,5 %.

##### Bewirtschaftung
Die 1.682 ha land- und forstwirtschaftlicher Grund unterteilen sich wie folgt in Flächen je Kulturarten (Stand 2010):
Von den 786 h Ackerland (Stand 2010) wird mehr als die Hälfte mit Weizen (194 ha, 24,7 %), Sojabohnen (172 ha, 21,9 %) und Körnermais (72 ha, 9,2 %) bewirtschaftet. Weitere angebaute Nutzpflanzen sind Klee und Gerste (je 53 ha bzw. 6,7 % der Fläche), Silomais (41 ha, 5,2 %), Triticale (37 ha, 4,7 %), Ölkürbis (21 ha, 2,7 %), Körnererbsen (18 ha, 2,3 %) und Hafer (7 ha oder 0,9 % der Fläche).
In etwa 43 % der Unternehmen wird Viehwirtschaft betrieben (Stand 2010). Die Hauptnutztiere sind Schweine (45,2 %), Hühner (22,5 %), Rinder (19,8 %) und Pferde (10,4 %).

##### Weinbau
Obwohl mit 17 ha nur rund 1 % der land- und forstwirtschaftlichen Flächen als Weingärten genutzt werden, hat der Weinbau einen wirtschaftlich hohen Stellenwert. Die Gemeinde gilt als eines der beiden Zentren des Uhudler-Weinbaus, und sie verfügt mit den historischen Bauten des Kellerviertels Heiligenbrunn über ein Kulturdenkmal überregionaler Bedeutung, das touristisch als eine der Hauptsehenswürdigkeiten des Südburgenlandes gilt.

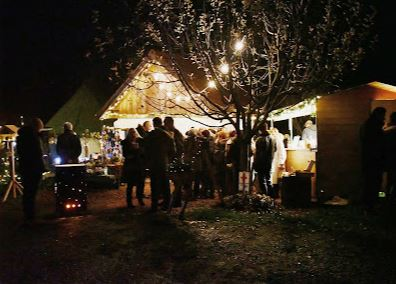
Der Christkindlmarkt im Kellerviertel Heiligenbrunn im Jahr 2022

In der Gemeinde gibt es 23 Weinbaubetriebe und 6 Buschenschenken. Zusätzlich werden in der Kellergasse des Kellerviertels jedes Jahr vier Weinfeste abgehalten (siehe Veranstaltungen).

#### Tourismus
Heiligenbrunn ist eine der wichtigsten Tourismusgemeinden des Südburgenlandes. Mit einer absoluten Zahl von 12.440 Nächtigungen im Jahr 2021, verzeichnete die Gemeinde bezirksweit den dritthöchsten Nächtigungswert – hinter dem Kurort Stegersbach mit 155.545 Nächtigungen und der Pinkataler Weinbaugemeinde Eberau mit 18.260 Nächtigungen, aber noch vor dem Bezirksvorort Güssing mit 9.101 Nächtigungen. Verglichen mit allen anderen südburgenländischen Gemeinden in den Bezirken Güssing, Jennersdorf und Oberwart lag Heiligenbrunn 2021 an sechster Stelle bei der Gesamtzahl der Nächtigungen je Gemeinde.
Von den 12 Beherbergungsbetrieben in der Gemeinde (Stand 2021) besteht der Großteil aus Privatquartieren und Ferienwohnungen oder Ferienhäusern. Rund 73 % der 156 Gästebetten Heiligenbrunns stehen aber in den beiden Hotelbetrieben der Gemeinde zur Verfügung – dem Hotel Krutzler in Heiligenbrunn (einem Vier-Sterne-Familienbetrieb), und dem Landhotel Schwabenhof in Hagensdorf (einem Drei-Sterne-Familienbetrieb).

### Verkehr

#### Straßennetz
Heiligenbrunn wird im Norden von der Geschriebenstein Straße (B56) gekreuzt, einer Straßenverbindung zwischen dem ca. 10 km nordwestlich gelegenen Bezirksvorort Güssing, und dem rund 42 km weiter nördlich liegenden Lockenhaus. Über die B56a – die im Bereich des ehemaligen Meierhofes Heiligenbrunn von der B56 abzweigt – ist die Gemeinde mit dem höherrangigen Straßennetz des Nachbarlandes Ungarn verbunden. An dieser Straße befindet sich auch der auf Heiligenbrunner Gemeindegebiet liegende Grenzübergang Heiligenbrunn–Pinkamindszent.

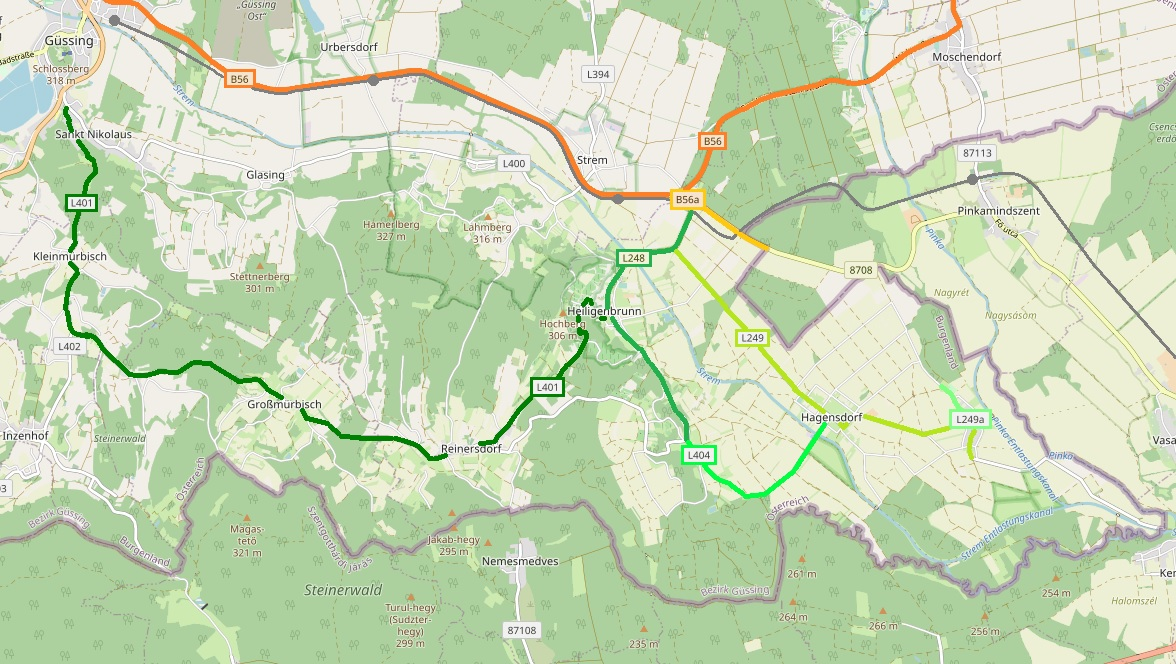
Karte mit den Straßenverbindungen, die das Gemeindegebiet von Heiligenbrunn kreuzen. In Grau der ungefähre Verlauf der ehemaligen Güssinger Bahn

Die Heiligenbrunner Straße (L248) verbindet den Grenzübergang an der B56a mit den Orten Heiligenbrunn und Deutsch Bieling. Von der L248 zweigt ca. 600 m südlich der B56a die Luisinger Straße (L249) ab, und im Ortszentrum von Heiligenbrunn die Großmürbischer Straße (L401). Die L249 verbindet die L248 mit den Dörfern Hagensdorf und Luising im Westen der Gemeinde, und die L404 die Orte Heiligenbrunn, Reinersdorf, Großmürbisch, Kleinmürbisch und St. Nikolaus bei Güssing mit der Stadt Güssing. Weitere Verbindungen sind die Bielinger Straße (L404) zwischen der L248 in Deutsch Bieling und der L249 in Hagensdorf, sowie der Luisinger Ast (L249a) zwischen der L249 im Ortsgebiet von Luising und dem nördlich davon gelegenen Schloss Luising.
Die nächsten Anschlüsse an das Autobahn- und Schnellstraßennetz liegen beide in Ungarn, an der M80 der Achse Graz-Budapest: Körmend-Rábafüzes ca. 6,5 km westlich von Luising, Kemestaródfa ca. 4 km südlich von Luising, und Vasszentmihály-Rönök etwa 4,5 km südlich von Reinersdorf.

#### Eisenbahn
Die heutige Gemeinde lag ursprünglich an der Güssinger Bahn, einer Bahnverbindung zwischen den beiden nächstgelegenen Städten Güssing und Körmend. Die Trasse verlief durch den Moschendorfer Wald und den Kukitswald entlang der Staatsgrenze, dann am südlichen Waldrand ungefähr entlang der heutigen B56a und weiter im Bereich der heutigen B56 über Strem und Urbersdorf nach Güssing. Der Bahnbetrieb wurde nach dem Zweiten Weltkrieg wegen der Abriegelung der Grenze durch Ungarn eingestellt, die Trasse größtenteils in den 1960er-Jahren für den Bau der B56 genützt. Einer der letzten erhaltenen Abschnitte des ehemaligen Bahndammes verläuft etwas südlich parallel der B56a zwischen der L248 und der B56.
Die nächsten Bahnanschlüsse liegen heute im ca. 5 km westlich von Luising gelegenen Hórvatnádalja und der ungarischen Kreisstadt Körmend, weitere 4 km weiter westlich. Beide Stationen liegen an der Bahnlinie Graz-Szombathely(-Budapest).

#### Busverkehr
Heiligenbrunn ist im Öffentlichen Personennahverkehr durch die Linie G1 des Busunternehmens Dr. Richard mit der Bundeshauptstadt Wien verbunden, und durch die Linie B1 der Burgenländischen Verkehrsbetriebe mit der steirischen Landeshauptstadt Graz. Die Linie B1 stellt gleichzeitig eine Verbindung zu den Nachbargemeinden im Pinka- und Stremtal her, sowie zum Bezirksvorort Güssing.

### Abfallwirtschaft
Wie im Rest des Burgenlandes auch erfolgt die Abfallentsorgung in der Gemeinde durch den Umweltdienst Burgenland. Für die Entsorgung von Altstoffen oder Problemstoffen betreiben die Gemeinden Heiligenbrunn, Moschendorf und Strem zusammen ein Altstoffsammelzentrum im Bereich des Kreisverkehres an B56 und B56a, in der relativen Nähe des Kreuzungspunktes der drei Gemeinden.

### Wasserwirtschaft
Die Wasserversorgung der Gemeinde wird unter anderem durch Quellwasser aus dem eigenen Gemeindegebiet sichergestellt. Vor allem in den steil abfallenden Hängen am Westrand der Orte Heiligenbrunn und Deutsch Bieling entspringen mehrere Quellen oder Bachläufe, z. B. die 1198 erstmals erwähnte Ulrichsquelle. Das Wasser dieser Quellen wird zum Teil gesammelt und für die Wasserversorgung der Gemeinde genutzt. Zusätzlich ist Heiligenbrunn auch Mitglied des Wasserverbandes Unteres Lafnitztal, eines Zusammenschlusses von 18 Gemeinden aus den Bezirken Jennersdorf und Güssing, der die Wasserversorgung in den Mitgliedsgemeinden sicherstellen soll.
Die Gemeinde betreibt in Hagensdorf eine eigene Kläranlage, in der – neben den gemeindeeigenen Abwässern – auch die der Nachbargemeinden Großmürbisch und Strem geklärt werden.

### Bildung

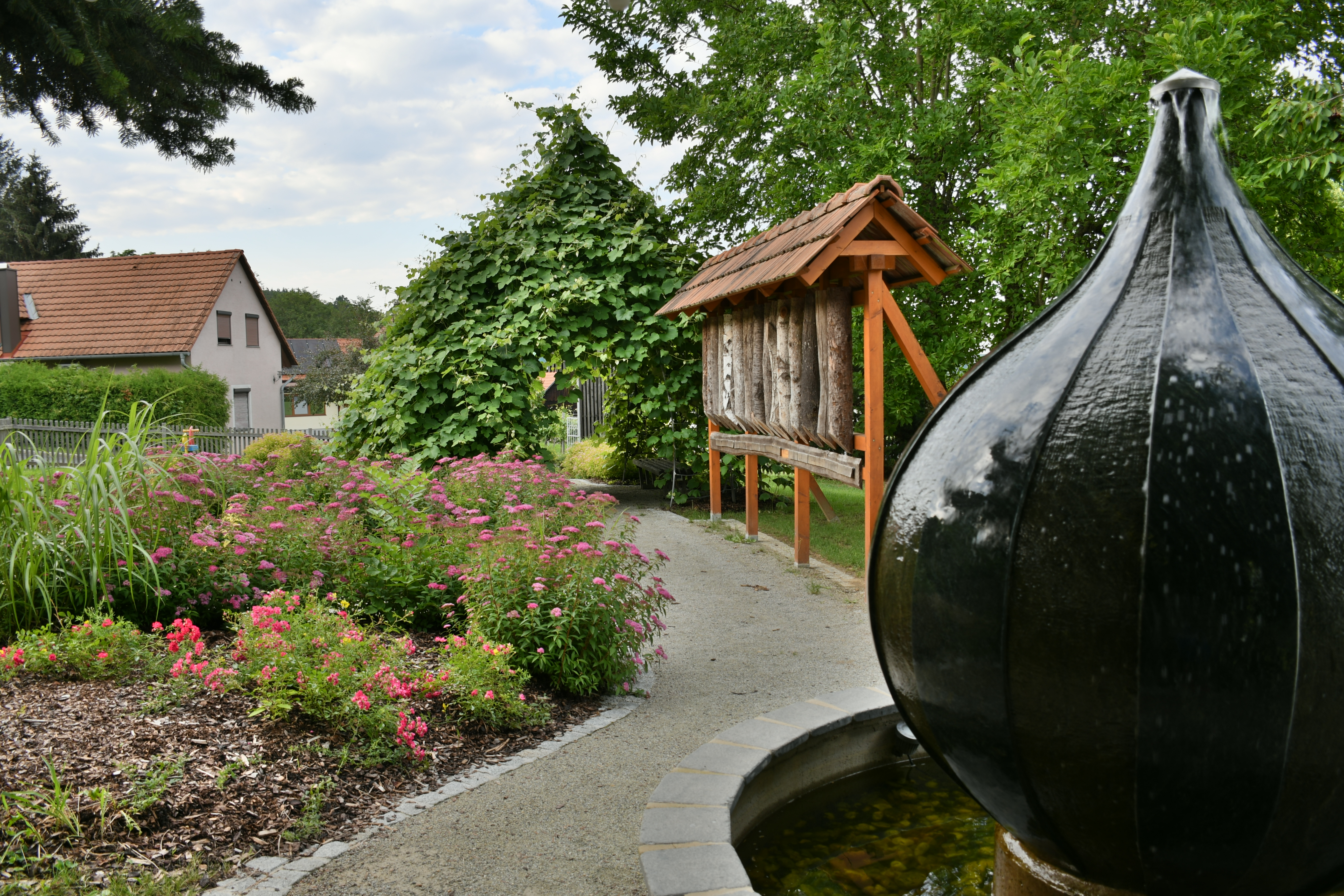
Die erste Schule der Gemeinde befand sich im Bereich des heutigen Öko-Energiegartens in Heiligenbrunn

In der Gemeinde gibt es in Hagensdorf einen gemeindeeigenen Kindergarten und in Heiligenbrunn eine öffentliche Volksschule. Die Wurzeln der Schule gehen zurück auf eine römisch-katholische Volksschule, die im kirchlichen Visitationsbericht des Jahres 1697/98 das erste Mal erwähnt wurde. Sie wurde vermutlich irgendwann in den 15 Jahren vor der Visitation errichtet und befand sich im Bereich des Öko-Energiegartens neben Gemeindeamt und Pfarrkirche Heiligenbrunn. Diese kirchliche Schule wurde 1925 in eine öffentliche Gemeindeschule umgewandelt, und erhielt 1956–1959 einen Neubau am nördlichen Ortsrand, in dem sie bis heute untergebracht ist.
Nachdem sich die Gemeinden Heiligenbrunn und Strem zwischen 2020 und 2022 nicht auf einen Standort für einen ursprünglich geplanten gemeinsamen Bildungscampus mit Kindergarten und Volksschule für beide Gemeinden einigen konnten, plant Heiligenbrunn derzeit einen Aus- und Umbau des Schulgebäudes aus den 1950er-Jahren.
Die Gemeinde ist dem Schulsprengel Güssing mit der Neuen Mittelschule Güssing zugeordnet. Die nächsten weiterführenden Schule liegen in Güssing (BORG, HBLA), in Stegersbach (PTS, BHAK, BHAS), Pinkafeld (HTBLA), Oberwart (BAKIP) und Oberschützen (BG, BORG).

## Kultur und Sehenswürdigkeiten

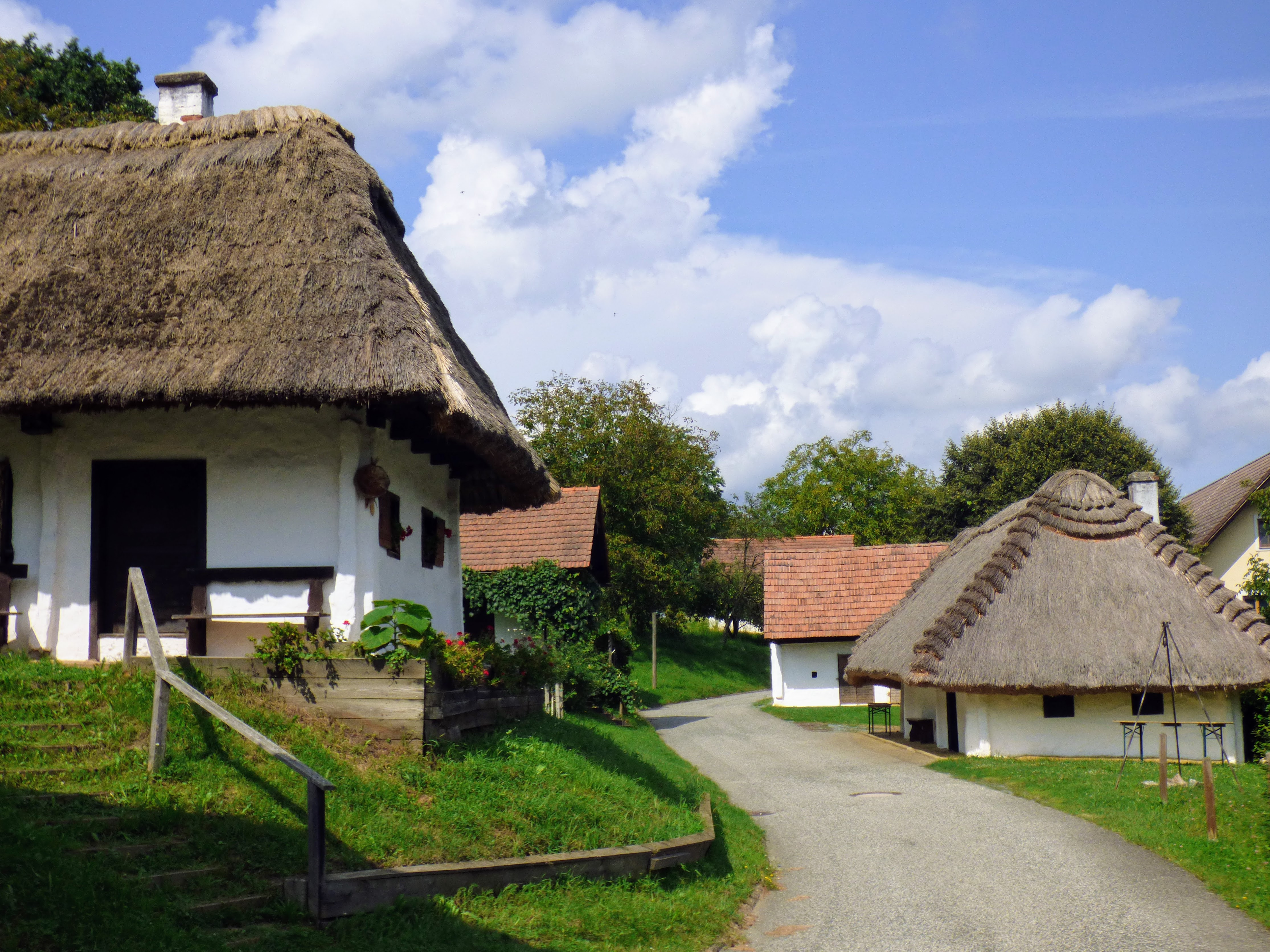
Die Kellergasse im Kellerviertel Heiligenbrunn

### Bauwerke
- Kellerviertel Heiligenbrunn: Weitläufiges Ensemble aus ca. 140 Holzblockbauten aus dem 18. und 19. Jahrhundert, die als Weinkeller, Presshäuser und Speichergebäude genutzt werden. Das Gesamtensemble steht unter Landschaftsschutz und ist ein nach der Haager Konvention geschütztes Kulturgut. 105 Einzelgebäude stehen zusätzlich unter Denkmalschutz.[117]
- Stremer Zollhaus in Heiligenbrunn: ehemaliges Zollwachgebäude an der Gemeindegrenze zu Strem, vor 1931 errichtet, 1945 Teil des Zwangsarbeiterlagers im angrenzenden Meierhof Heiligenbrunn[118]
- Friedhofshügel Hagensdorf-Luising: vermutlich vorchristliches Hügelgrab, später zur Wehranlage ausgebaut und bis ins 13. Jahrhundert als solche genutzt, früherer Standort der Pfarrkirche Hagensdorf
- Pfarrhof Hagensdorf: historisches Pfarrhaus aus der ersten Hälfte des 19. Jahrhunderts, zusammen mit der Pfarrkirche Hagensdorf das einzige Gebäude, das den Großbrand von 1843 überstand[119]Pfarrkirche und Pfarrhof Hagensdorf

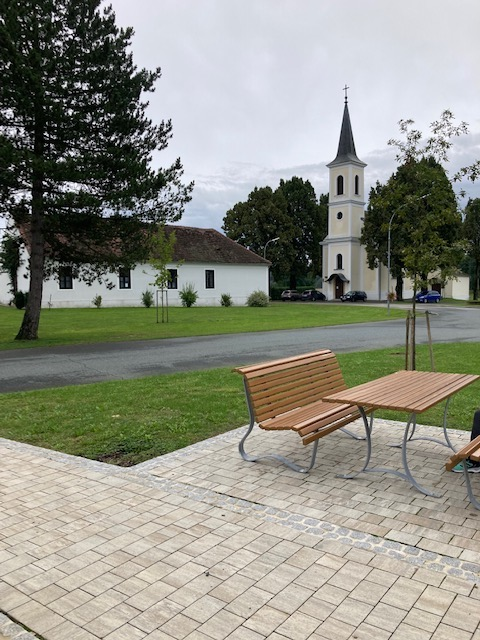
Pfarrkirche und Pfarrhof Hagensdorf

- Alte Katholische Volksschule in Reinersdorf: ehemalige Ortsschule, entworfen 1930 von Friedrich Zotter
- Schloss Luising: neohistoristischer Schlossbau, errichtet um 1990, Landsitz von Alfons Mensdorff-Pouilly[120]
- Glockenturm am Friedhof Hagensdorf-Luising: hölzerner Turm mit Bronzeglocke, errichtet 2021[121]
- Ziehbrunnen: in der Nähe des Grenzüberganges Heiligenbrunn gelegener PusztaziehbrunnenZiehbrunnen bei Heiligenbrunn

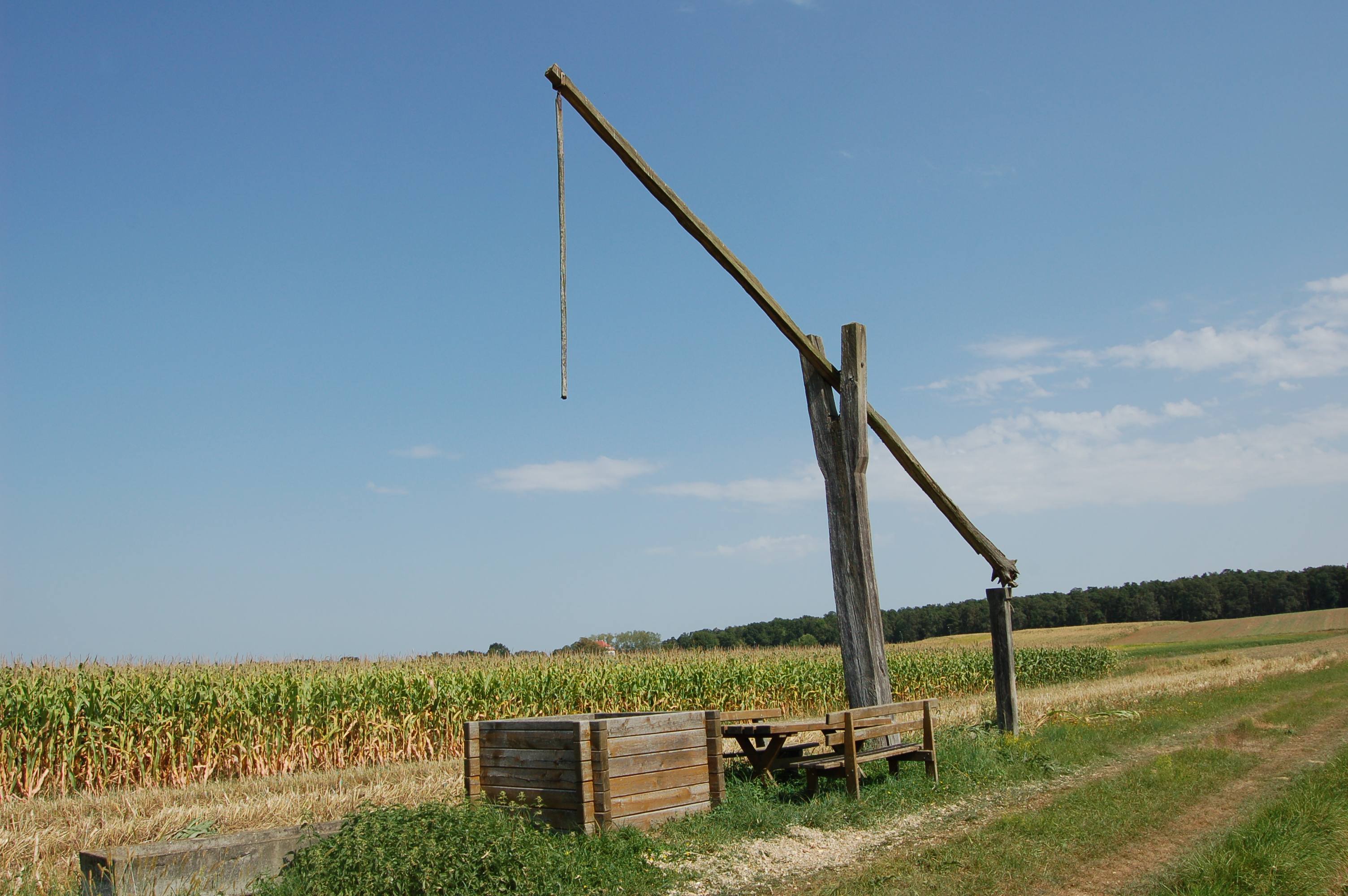
Ziehbrunnen bei Heiligenbrunn

### Kirchen und Kapellen
- Wallfahrtskapelle zum Heiligen Ulrich mit Ulrichsquelle: mittelalterliches Quellheiligtum mit Kapelle, unterhalb der Kirche gelegen, Namensgeber der Gemeinde

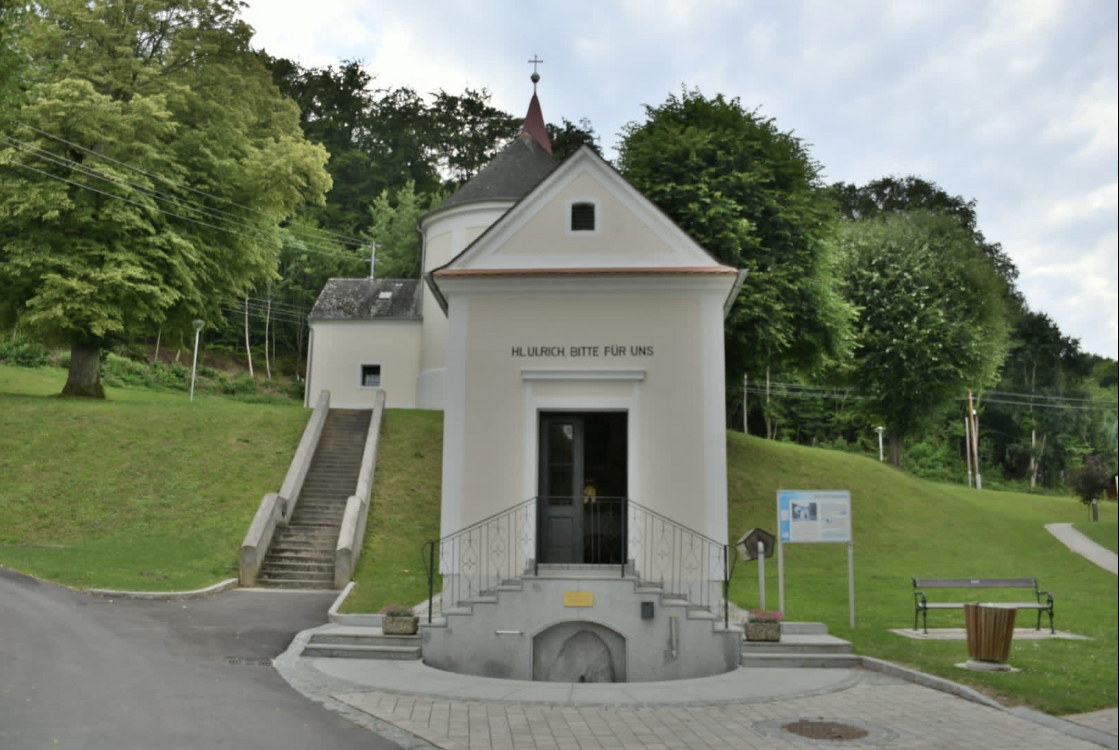
Wallfahrtskapelle hl. Ulrich mit Pfarrkirche hl. Clemens in Heiligenbrunn

- Römisch-Katholische Pfarrkirche Heiligenbrunn hl. Clemens: ehemalige Wallfahrtskirche, spätbarocker Saalbau aus 1764 mit barockem Hochaltar von 1655Wallfahrtskapelle hl. Ulrich mit Pfarrkirche hl. Clemens in Heiligenbrunn
- Römisch-Katholische Pfarrkirche Hagensdorf hll. Kosmas und Damian: klassizistischer Bau aus dem Jahr 1788
- Römisch-Katholische Filialkirche Deutsch Bieling hl. Dreifaltigkeit: Sakralbau aus dem Jahr 1910[122]
- Römisch-Katholische Filialkirche Luising hl Anna: 1930 nach klassizistischem Schema errichtet[123]
- Römisch-Katholische Filialkirche Reinersdorf Christi Himmelfahrt: 1902 erbautes Kirchengebäude[124]
- Kapelle hl. Urban: dem Weinheiligen St. Urban gewidmet, am Stifterberg in Heiligenbrunn gelegen
- Kapelle am Geiderberg: zu Ehren der Heiligen Familie, am Geiderberg in Deutsch Bieling gelegen
- Dreifaltigkeitskapelle: im Zentrum von Hagensdorf gelegen, mit mehreren Schnitzfiguren ausgestattet
- Herz-Jesu-Kapelle: an der Außenmauer von Schloss Luising gelegen

### Denkmäler und Skulpturen

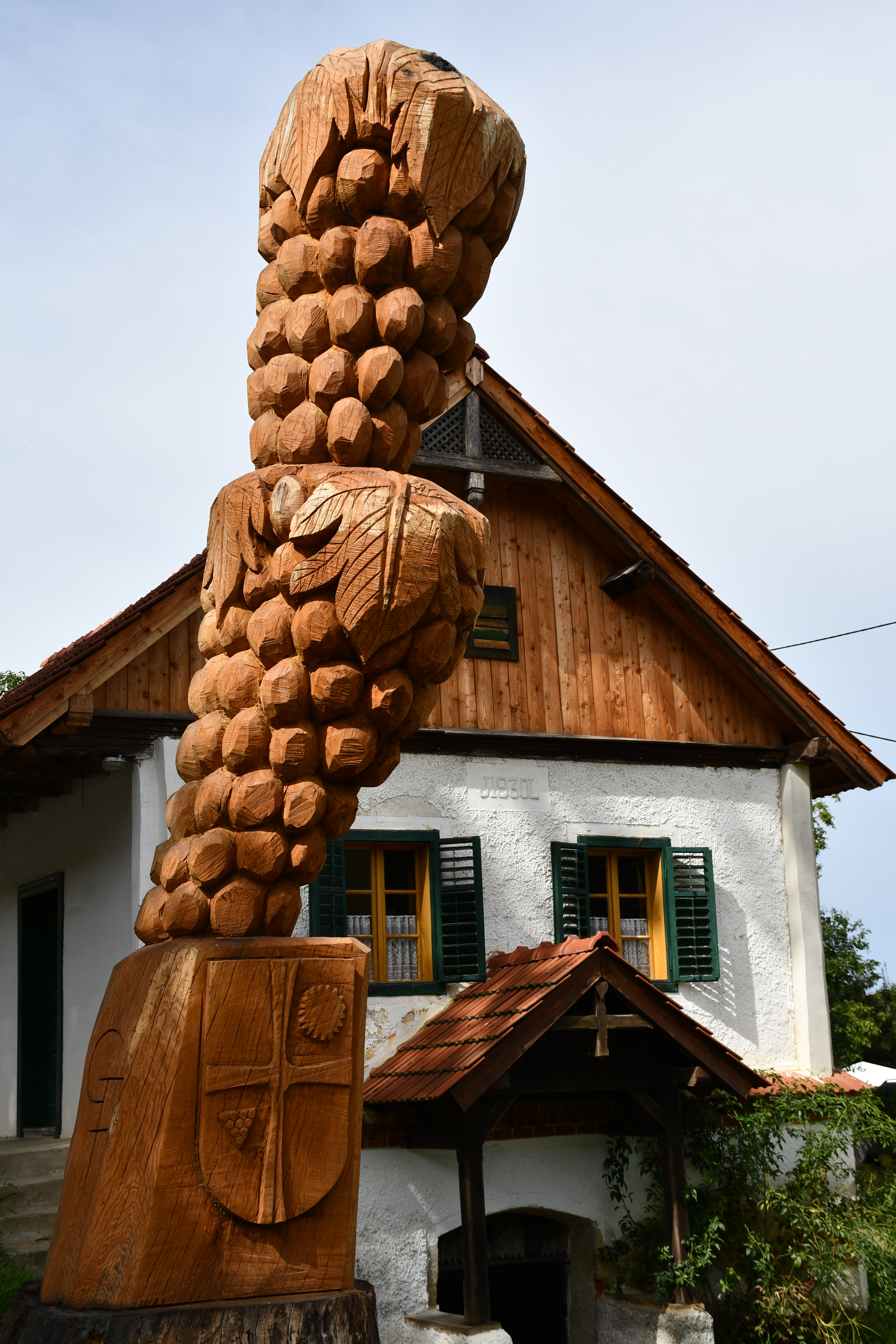
Größte Uhudlertraube Österreichs am Beginn des Kellerviertels

- Größte Uhudlertraube Österreichs: aus einem Eichenstumpf gefertigte Motorsägenskulptur des Künstlers Günther Friedrich[125]
- Rübezahl-Skulptur: Bronzeskulptur des Bildhauers Josef Lehner von Rübezahl Johann Trinkl in Heiligenbrunn[126]
- Kriegerdenkmal Hagensdorf: Steinsockel mit Kreuz und Figurengruppe im Stil einer Pieta, im Jahre 1926 errichtet
- Kriegerdenkmal Heiligenbrunn: Steinsockel mit Obelisk aus poliertem schwarzen Stein, von Friedenstaube gekrönt
- Amerikanerkreuz: vor der Filialkirche Reinersdorf gelegenes Steinkreuz, 1903 von den Amerikaauswanderern gestiftet
- Wegkreuz in Heiligenbrunn: an der L249 gelegener Figurenbildstock von 1880 mit Reliefs der Vier Evangelisten

### Veranstaltungen und Brauchtum
In der Gemeinde gibt es insgesamt 15 Vereine, die zusammen mit den 5 Ortsfeuerwehren und den beiden Pfarrgemeinden mehrere, regelmäßig abgehaltene Veranstaltungen organisieren. Die größten Vereine sind der Weinbau- und Kellerverein Heiligenbrunn, der Uhudlerverein, der Sportverein Heiligenbrunn und der Singkreis Reinersdorf. Neben Veranstaltungen und Brauchtümern wie Faschingsumzügen oder dem Entfachen von Osterfeuern, die auch in anderen Ländern und Regionen üblich sind, werden auch eher lokalere Brauchtümer gepflegt.
- Krampusspiel: Am Abend des 5. Dezember abgehaltener Brauch, bei dem Kinder und Jugendliche, als Nikolo und Krampus verkleidet, in Gruppen von Haus zu Haus gehen um Süßigkeiten, Nüsse, Äpfel und Mandarinen zu verteilen. Hierfür erhalten sie von den Bewohnern kleine Geldspenden.
- Auffrischen: Auch als Frisch-und-G'sund-Schlagen (siehe Schappen) bekannter Brauch, bei dem Kinder und Jugendliche am 28. Dezember (in Heiligenbrunn auch am 27. Dezember) von Haus zu Haus ziehen um den Bewohnern Gesundheit und Glück für das Neue Jahr wünschen. Hierbei schlagen sie mit aus Weidenzweigen geflochtenen Ruten auf die Gesäße der Bewohner und sagen folgenden Spruch (oder eine ähnliche Variante) auf: Frisch und g'sund, frisch und g'sund, g'sund bleib'n! Göld her, Nuss'n her, anders Johr, noch vül mehr![127]

Die größten Veranstaltungen sind:
- Uhudler-Frühling: Mitte bis Ende Mai abgehaltenes Weinfest in der Kellergasse Heiligenbrunn
- Uhudler-Sommerfest: Anfang Juli in der Kellergasse von Heiligenbrunn abgehaltenes Weinfest
- Uhudler-Sturmfest: zur Weinlesezeit Ende September ebenfalls in der Kellergasse abgehalten
- Oktoberfest: im September im Feuerwehrhaus Heiligenbrunn abgehaltenes, zweitägiges Volksfest
- Advent in der Kellergasse: Anfang Dezember abgehaltener Christkindlmarkt in der Kellergasse

### Freizeit und Sport
- Der Fußballverein SV Heiligenbrunn wurde 1968 gegründet, geht aber auf einen bereits 1956 gegründeten Sportverein zurück.[129]
- Am Pfarrriegel wurden jahrzehntelang regelmäßig Schirennen veranstaltet – das sogenannte Zeinerberg-Rennen. Es handelte sich um die größte Veranstaltung ihrer Art im Burgenland, bei der auch ehemalige ÖSV-Schifahrer wie Werner Franz oder David Zwilling antraten.[130] Aufgrund der abnehmenden Schneemengen in der Gemeinde konnte das Rennen seit einigen Jahren nicht mehr abgehalten werden. Anlagen, wie Sprecherkabine oder Flutlichtanlage, sind aber weiterhin am Pfarrriegel vorhanden.

## Natur
- Schachblumenwiesen Hagensdorf-Luising: ca. 47,65 ha großes Naturschutzgebiet, größtes Vorkommen der Schachblume in Österreich
- Stieleiche: zwischen Grenzübergang Heiligenbrunn und Ortschaft an der Heiligenbrunner Straße (L248) gelegenes Naturdenkmal
- Biotop Heiligenbrunn: ca. 500 m östlich des Dorfes gelegenes Feuchtbiotop mit ungefähr 1 ha Fläche, Natur- und Erholungsgebiet
- Öko-Energiegarten: kleine botanische Gartenanlage mit Weinlaube und Springbrunnen, gegenüber des Bürgerservicezentrums gelegen

## Persönlichkeiten
- Karl Halaunbrenner (1881–1938), Landesgendarm und Heimatforscher, war Gendarmerie-Postenkommandant in Hagensdorf
- Michael Somogyi (1883–1971), Biochemiker, in Reinersdorf geboren, Entdecker des nach ihm benannten Somogyi-Effekts
- Johann Trinkl (1910–1990), Landwirt, Weinbauer, als Rübezahl bekannt, Vorkämpfer gegen das Verbot des Uhudlers[126]Bronzeskulptur für Rübezahl Johann Trinkl vor dem Öko-Energiegarten in Heiligenbrunn

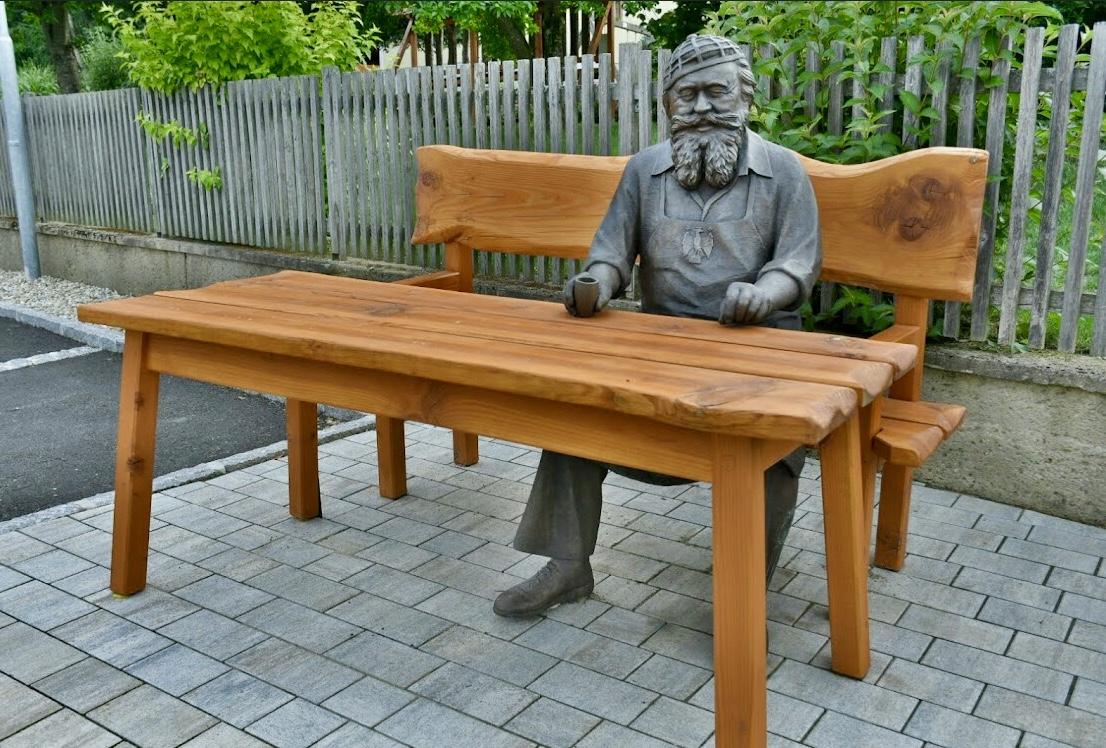
Bronzeskulptur für Rübezahl Johann Trinkl vor dem Öko-Energiegarten in Heiligenbrunn

- Herbert Wagner (1931–2021), Maler und Pädagoge, in Heiligenbrunn geboren
- Johann Deutsch (1932–1990), Politiker und Landwirt, Mitglied des Bundesrates, Landtagsabgeordneter
- Erwin Paar (1939–2024), autodidaktischer Künstler, in Heiligenbrunn aufgewachsen[131][132]
- Alois Luisser (1940–2019), Theologe, Päpstlicher Ehrenkaplan, stammt aus Hagensdorf[133]
- Alfons Mensdorff-Pouilly (* 1953), Geschäftsmann, Lobbyist und Landwirt, lebt in Luising[134]
- Ernst Posch (* 1955), österreichischer Maler, lebt und arbeitet seit 2015 in Luising[135]
- Ernst Trinkl (* 1960), Stabsoffizier, stellvertretender Militärkommandant der Steiermark, stammt aus Heiligenbrunn[136]
- Martin Weinek (* 1964), Theater- und Filmschauspieler, Regisseur, lebt in Hagensdorf
- Reinhard Schnakl (* 1972), Polizeioffizier und Ministerialbeamter, stammt aus Luising[137]
- Saskia Jungnikl (* 1981), Autorin, Kolumnistin und Journalistin, in Reinersdorf aufgewachsen